# Museu Nacional de Antropologia (México)
O Museu Nacional de Antropologia (MNA, ou Museo Nacional de Antropología) é um museu nacional do México. Situado na zona entre Paseo de la Reforma e a rua Mahatma Gandhi dentro do Parque de Chapultepec na Cidade do México, o museu contém importantes artefatos arqueológicos e antropológicos das culturas pré-colombianas do México, como a Pedra do Sol e a estátua asteca de Xochipilli do século XVI.

## Arquitetura

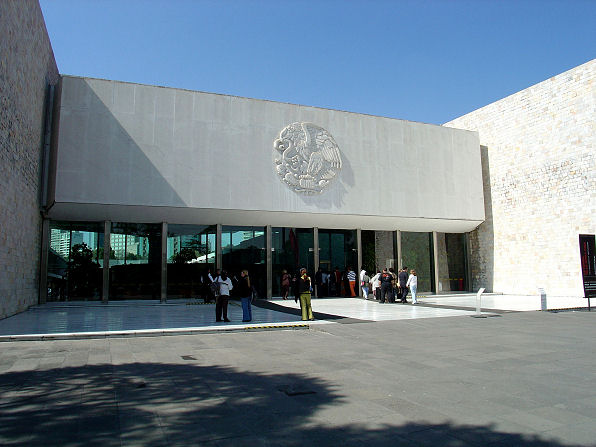
Museu Nacional de Antropologia, Cidade do México.

Desenhado em 1963 por Pedro Ramírez Vázquez, Jorge Campuzano e Rafael Mijares, foi construído em apenas 19 meses. Tem uma arquitetura impressionante com átrios de exposição em redor de um pátio com um grande lago e uma grande estrutura em forma de guarda-chuva da qual cai uma cascata artificial, suportada por um só pilar esguio (conhecida como el paraguas, espanhol para "guarda-chuva) revestido de bronze com relevos. Os átrios são rodeados por jardins, muitos dos quais albergam exposições ao ar livre. O museu tem 23 salas de exposição e cobre uma área de 79 700 metros quadrados (quase 8 hectares).

## Exposições

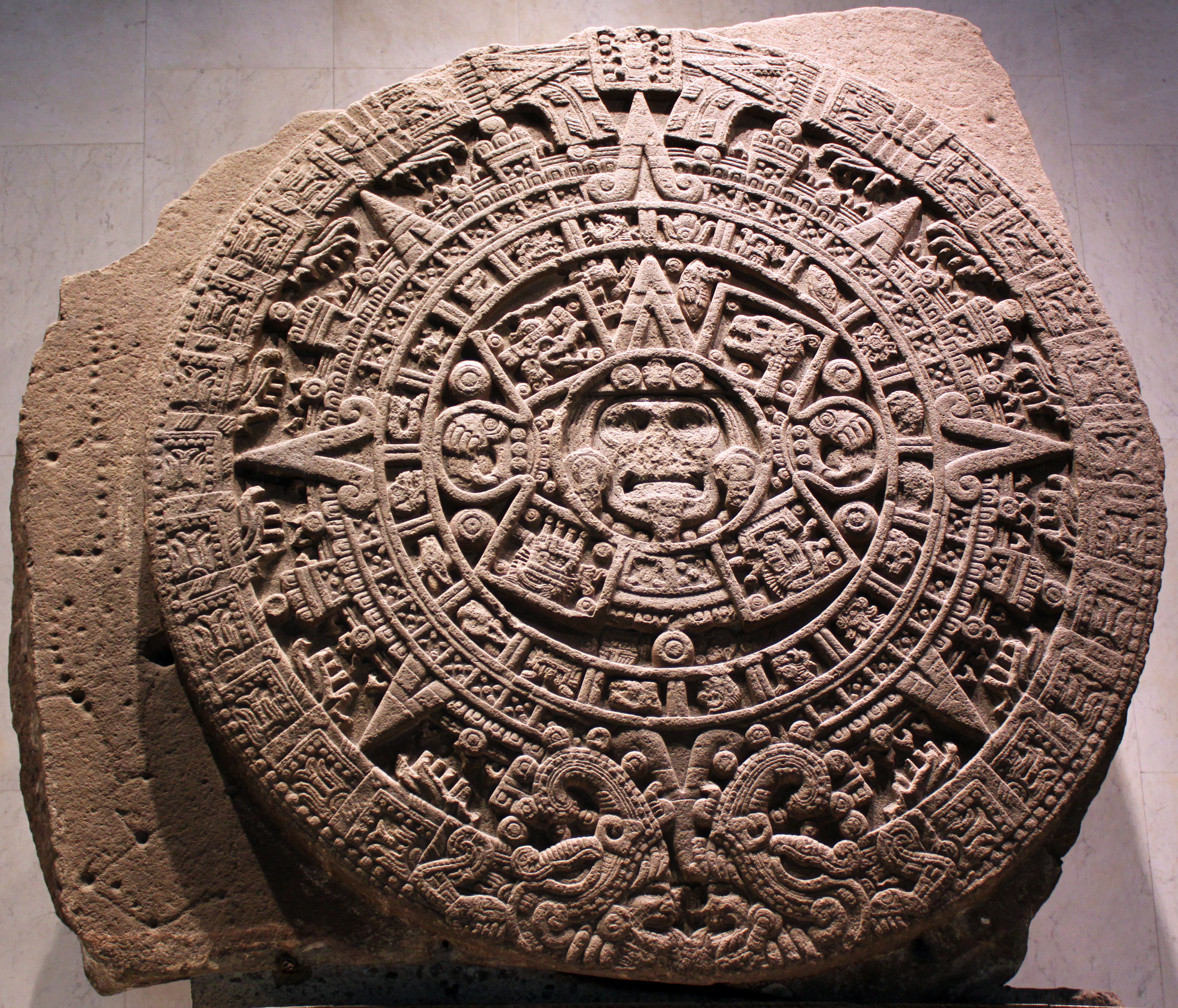
Pedra do Sol asteca original em exposição no museu.

Inaugurado em 1964 pelo presidente Adolfo López Mateos, o museu tem um número significativo de exposições, como a Pedra do Sol, cabeças de pedra gigantes da civilização olmeca encontradas nas selvas de Tabasco e Veracruz, tesouros da civilização maia recuperados do Cenote Sagrado de Chichen Itza, uma réplica da tampa do sarcófago de Pacal, o grande encontrado em Palenque e mostras etnológicas da vida rural mexicana contemporânea. Tem também uma maquete da localização e planta da antiga capital asteca Tenochtitlan, local hoje ocupado pela zona central da moderna Cidade do México.
O museu alberga também exposições visitantes, geralmente sobre outras das grandes culturas do mundo.

## Nome
É um equívoco comum, até entre os mexicanos, que o nome completo do museu seja Museu Nacional de Antropologia e História. O seu nome oficial é simplesmente Museu Nacional de Antropologia. Existe outra instituição, o Museu Nacional de História que se situa no Castelo de Chapultepec, mas trata-se de um museu totalmente distinto. O primeiro foca-se no México pré-colombiano e etnografia mexicana contemporânea. O último foca-se sobre o Vice-reino da Nova Espanha e o seu progresso em direção ao México moderno, até ao século XX.
Contudo, o organismo administrativo que gere ambos os museus (e muitos outros museus nacionais e regionais) é o Instituto Nacional de Antropologia e História (INAH).

## Galeria de imagens

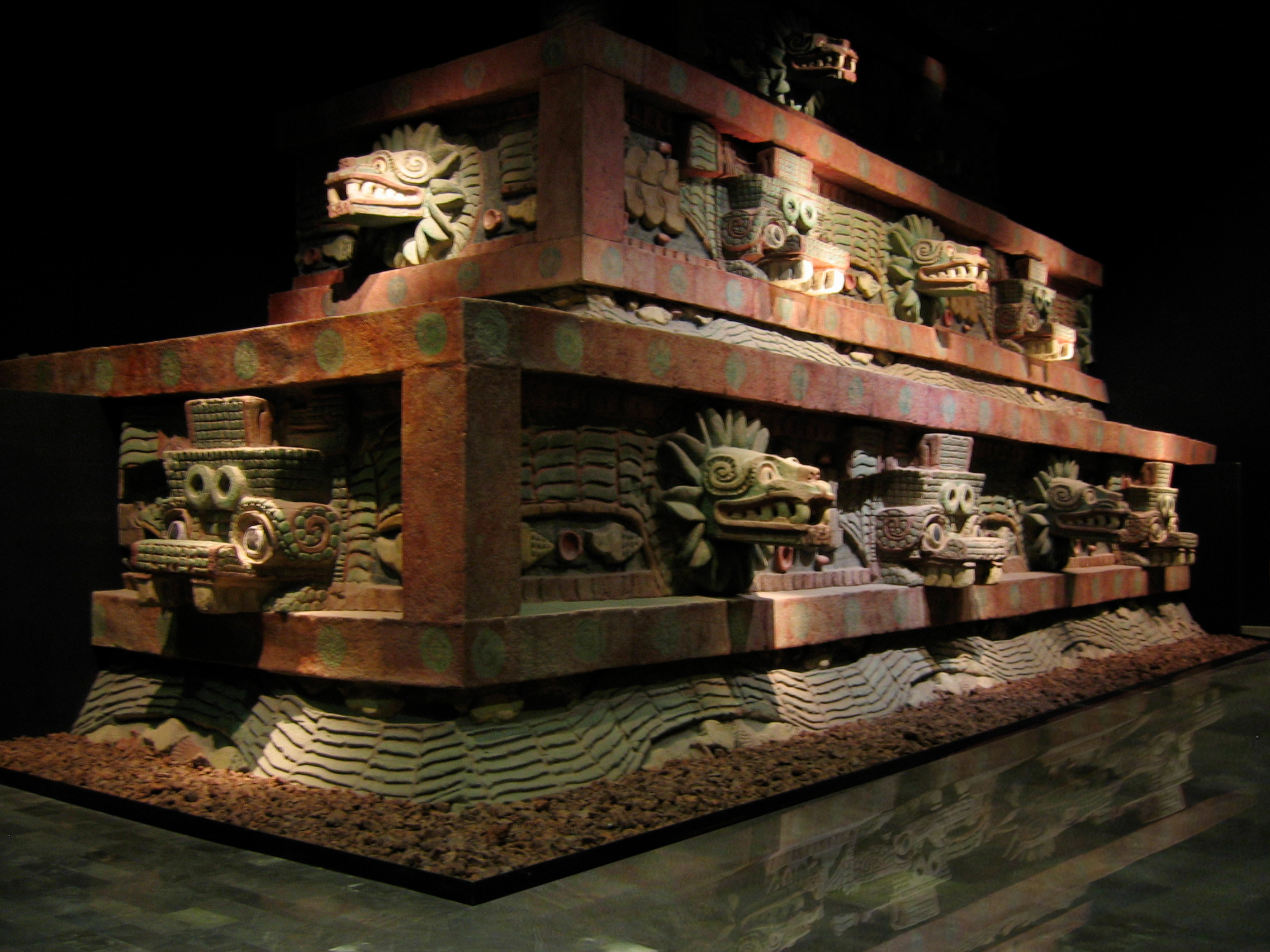
Reprodução do Templo da Serpente Emplumada em Teotihuacán
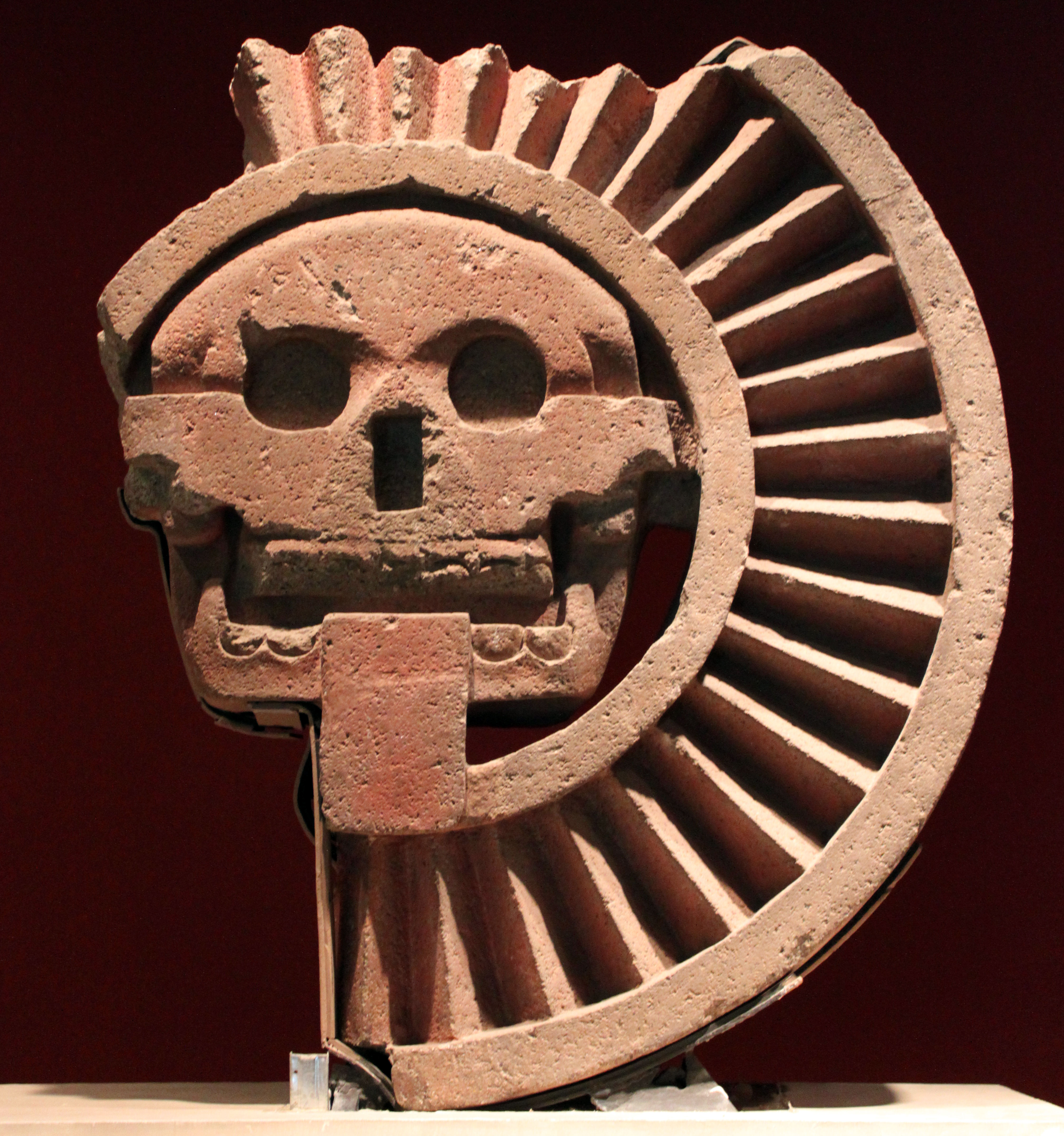
Disco de Mictlantecuhtli
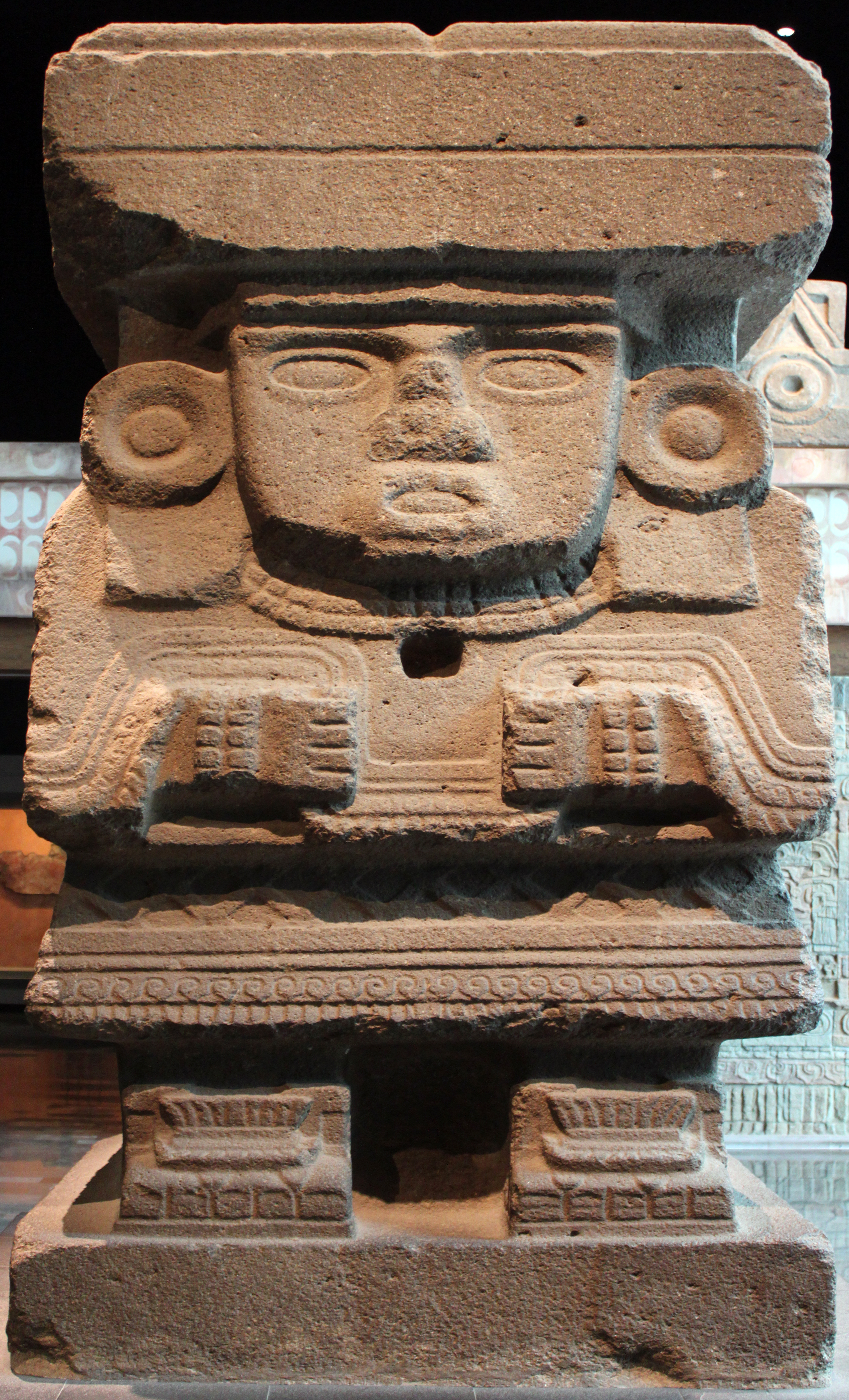
Chalchiuhtlicue
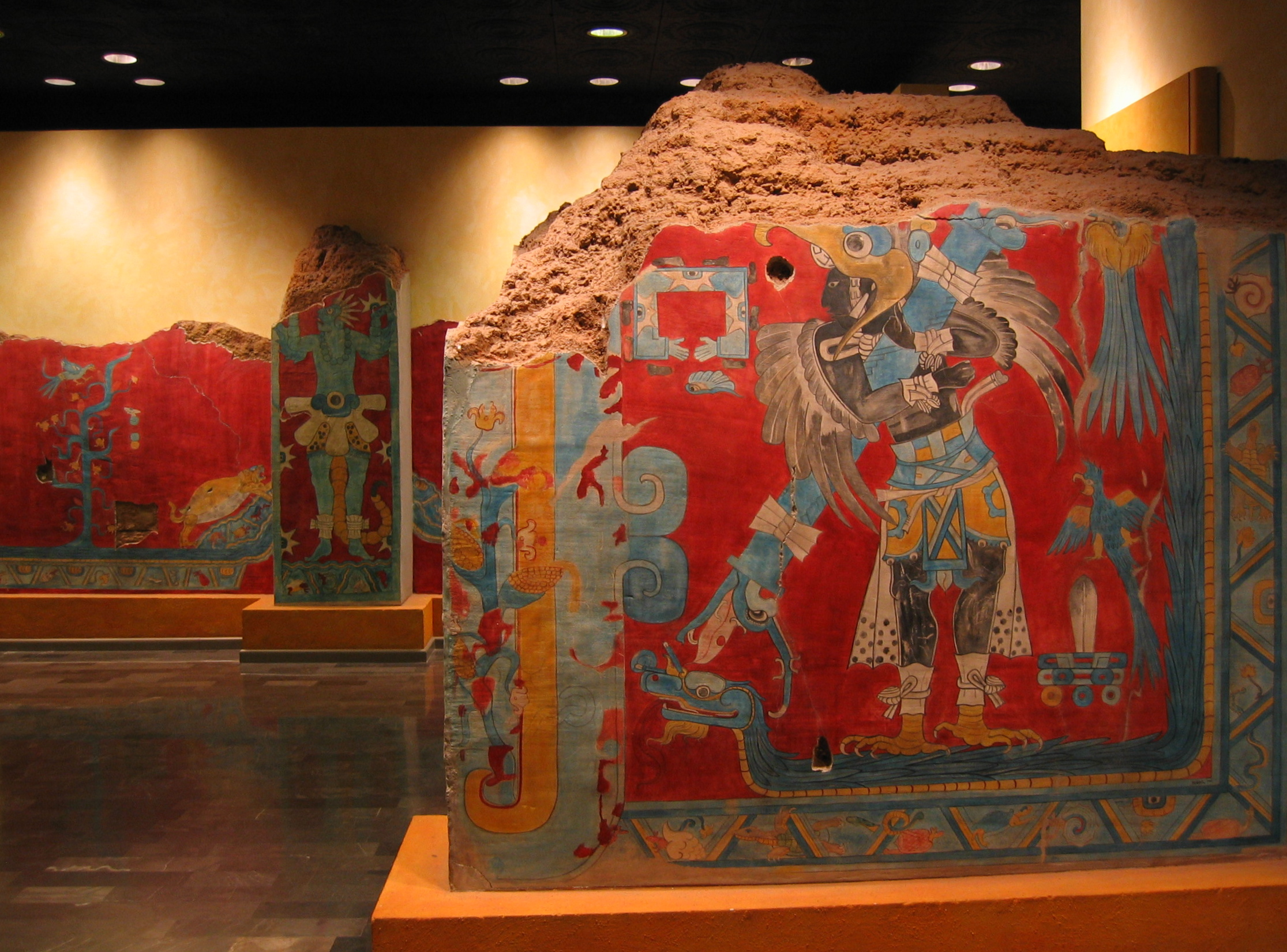
Mural do homem-pássaro Olmeca-Xicalanca de Cacaxtla.
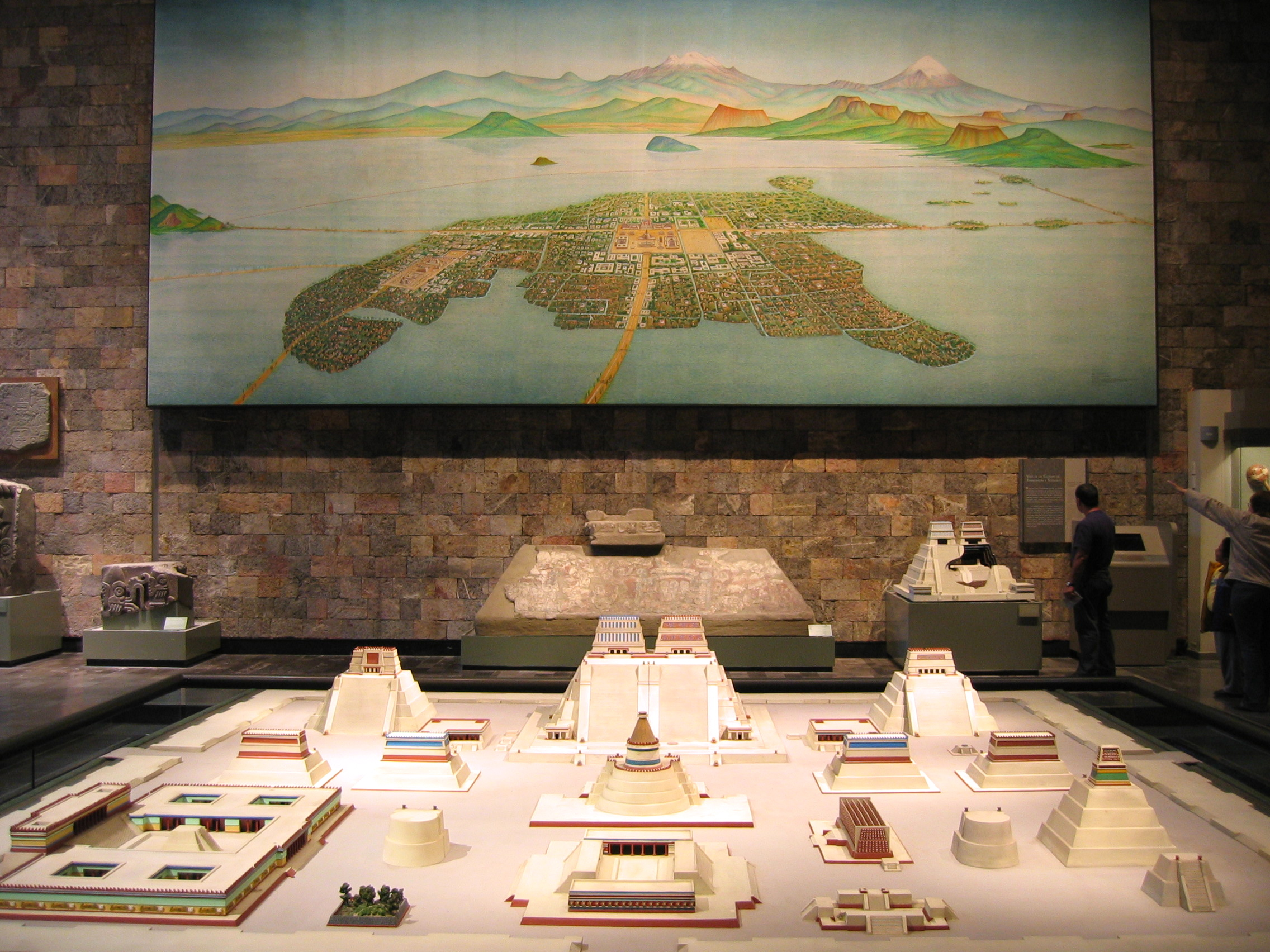
Mural e maquete de Tenochtitlán, olhando para este
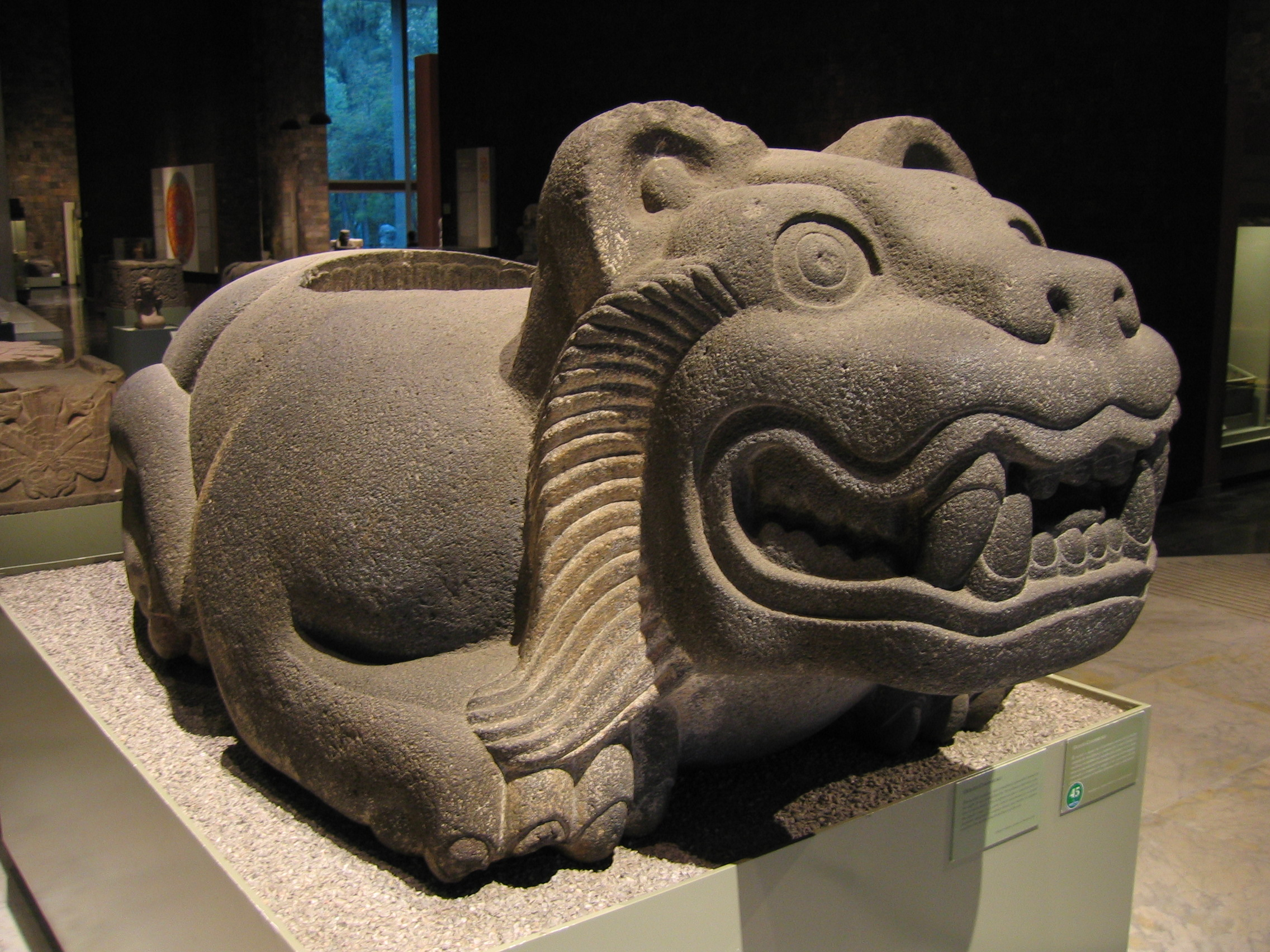
Ocelotl-Cuauhxicalli.
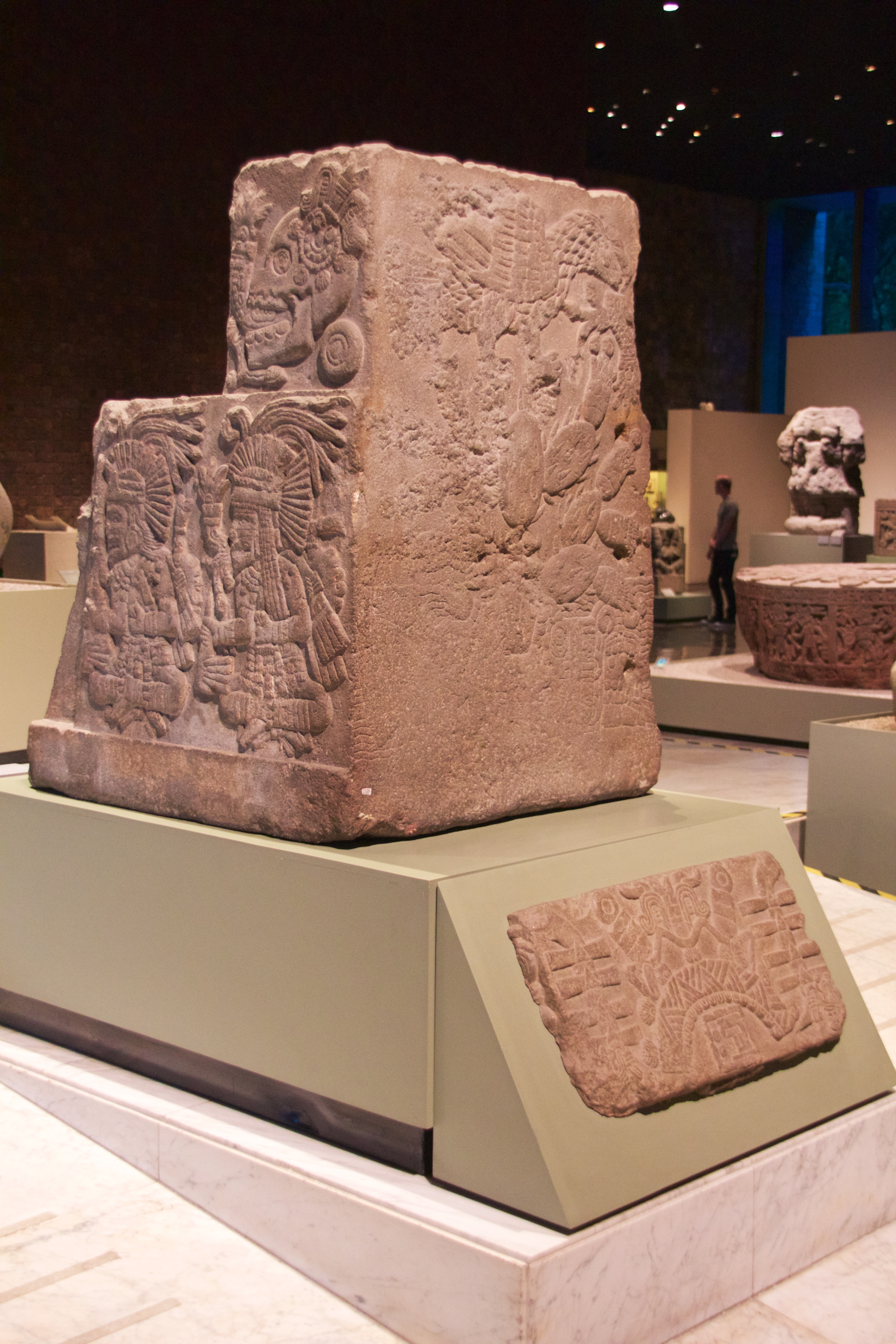
Teocalli da guerra sagrada
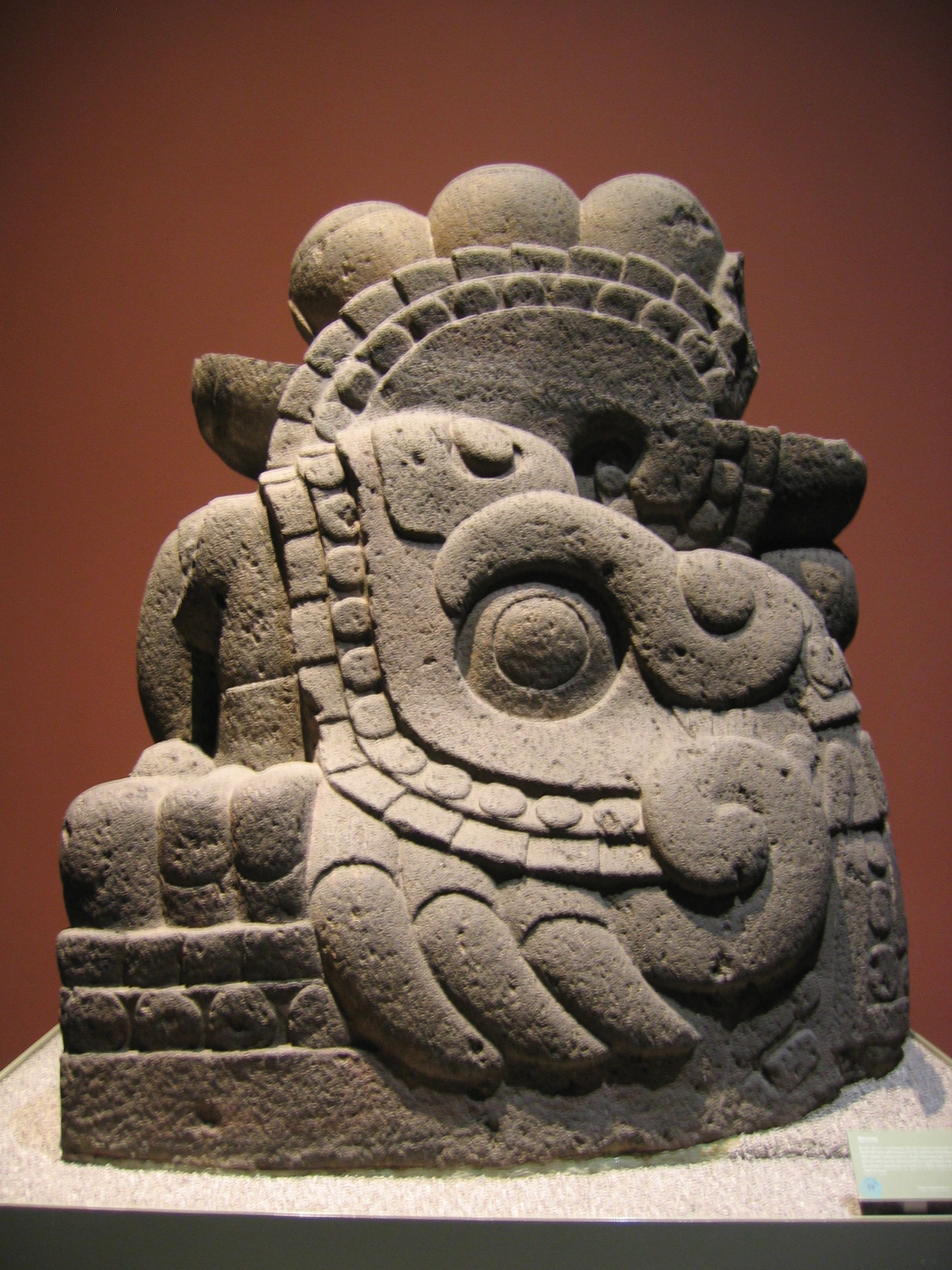
Xiuhcóatl.
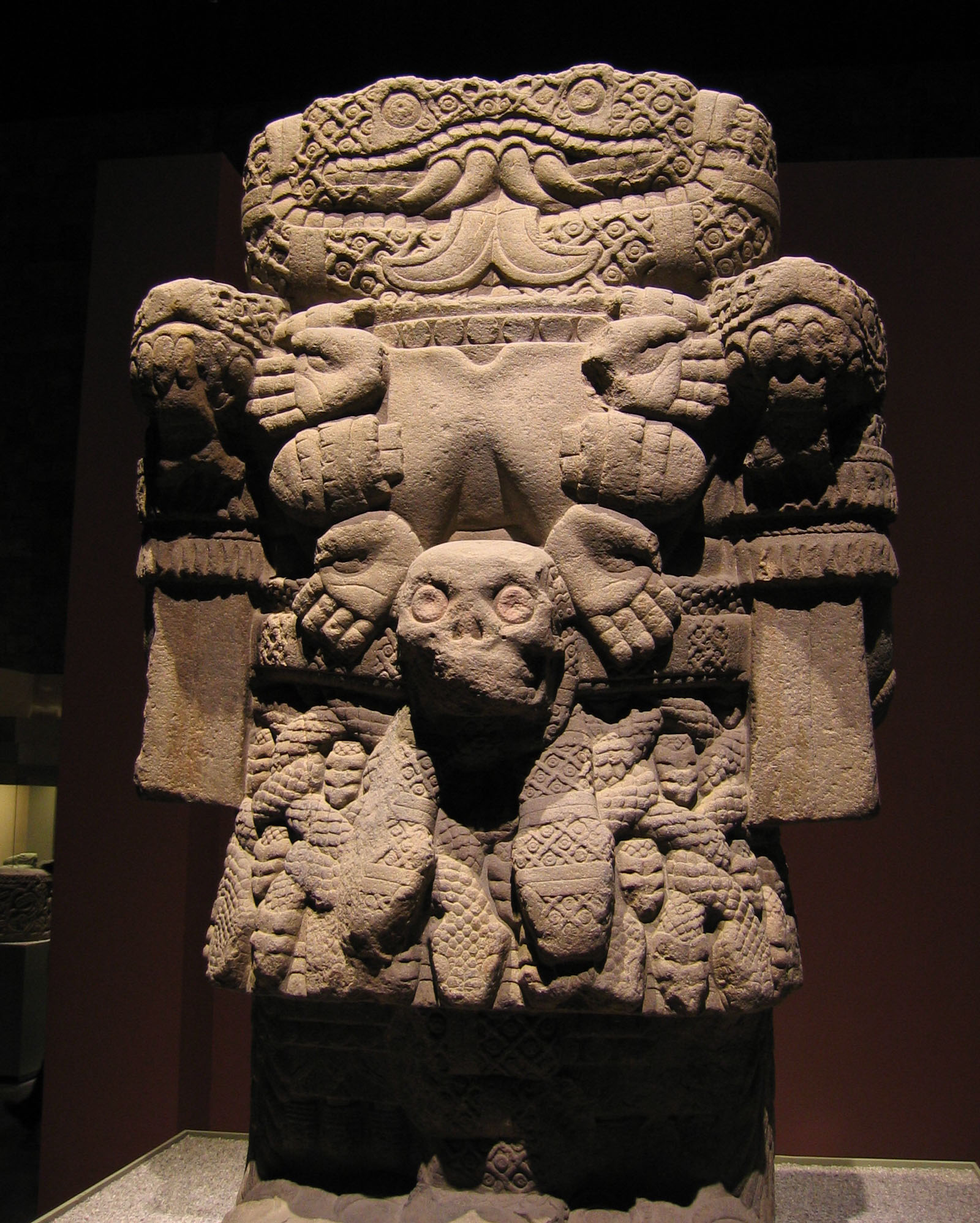
Estátua da deusa asteca Coatlicue.
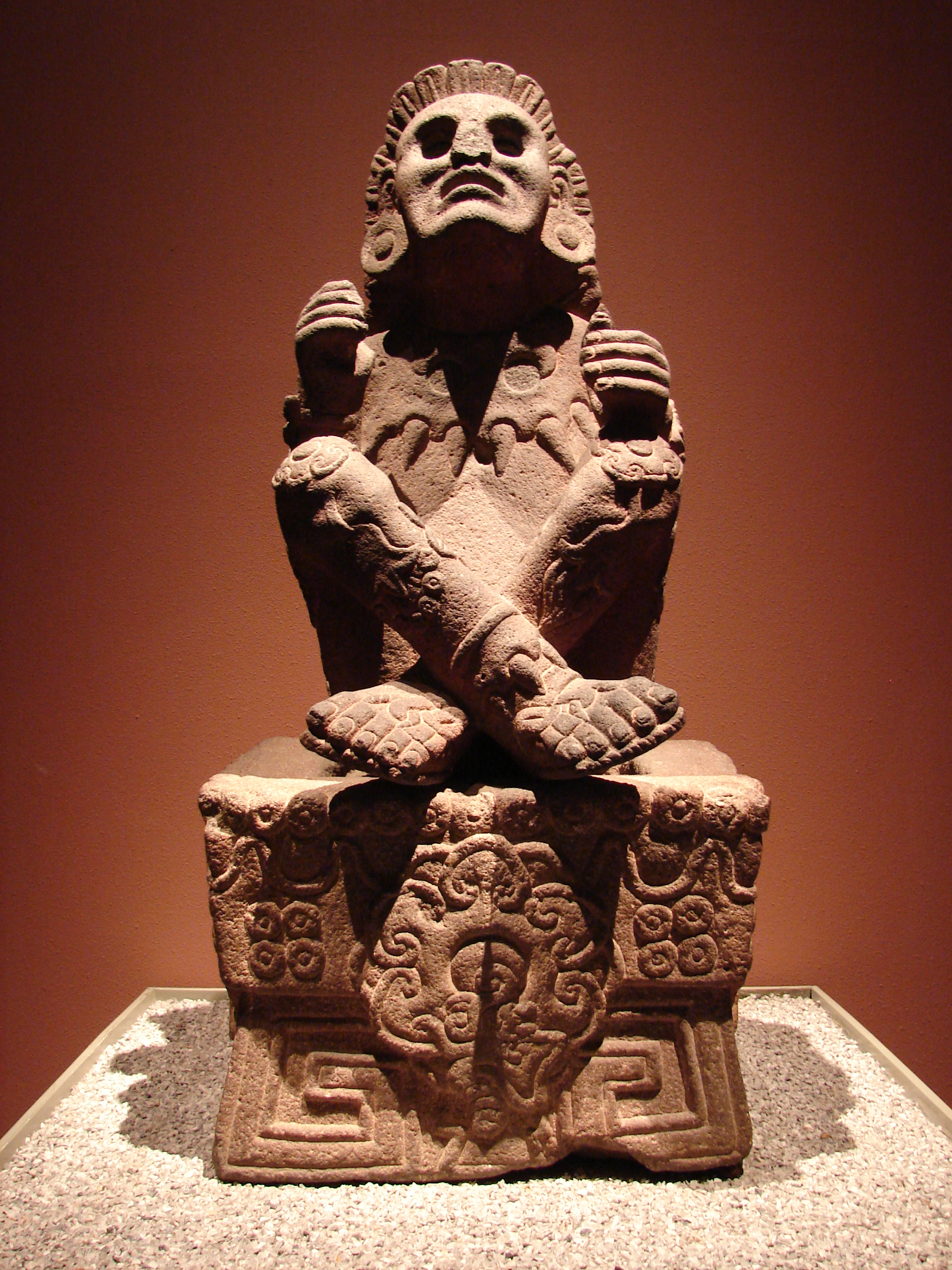
Xochipilli
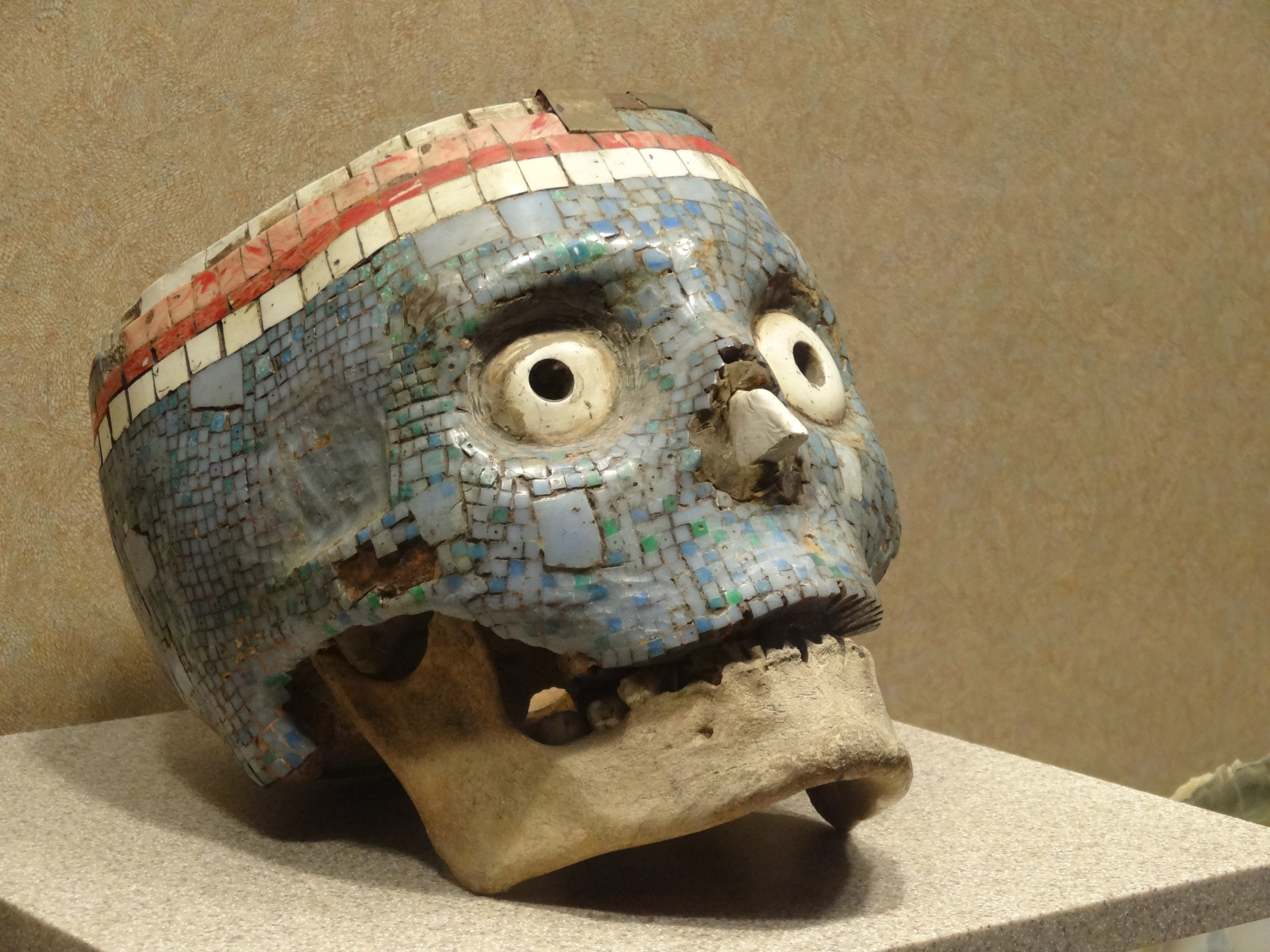
Crânio revestido de turquesa
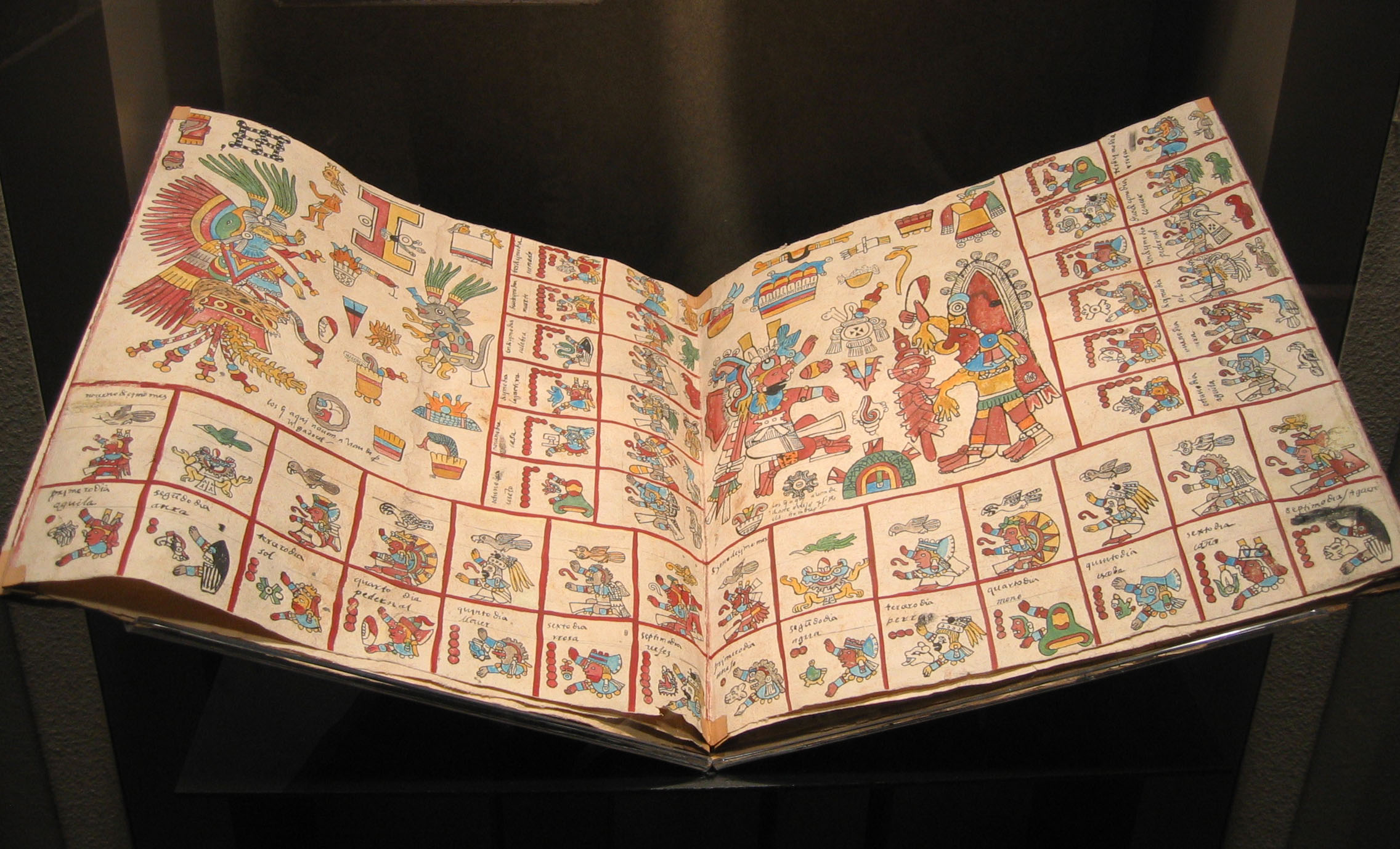
Réplica de Códice Borbonicus.
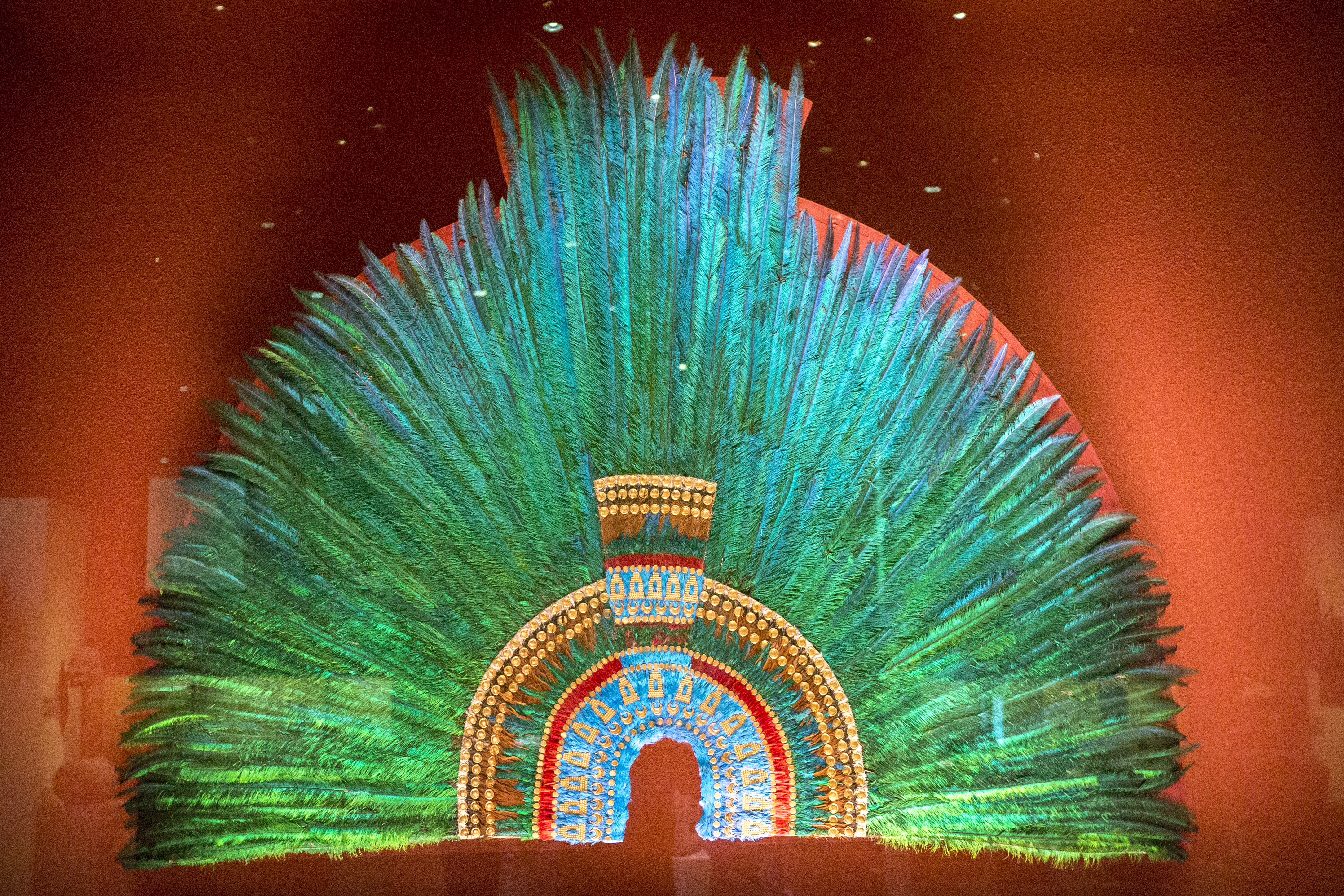
Reprodução do Tocado de penas de Moctezuma II
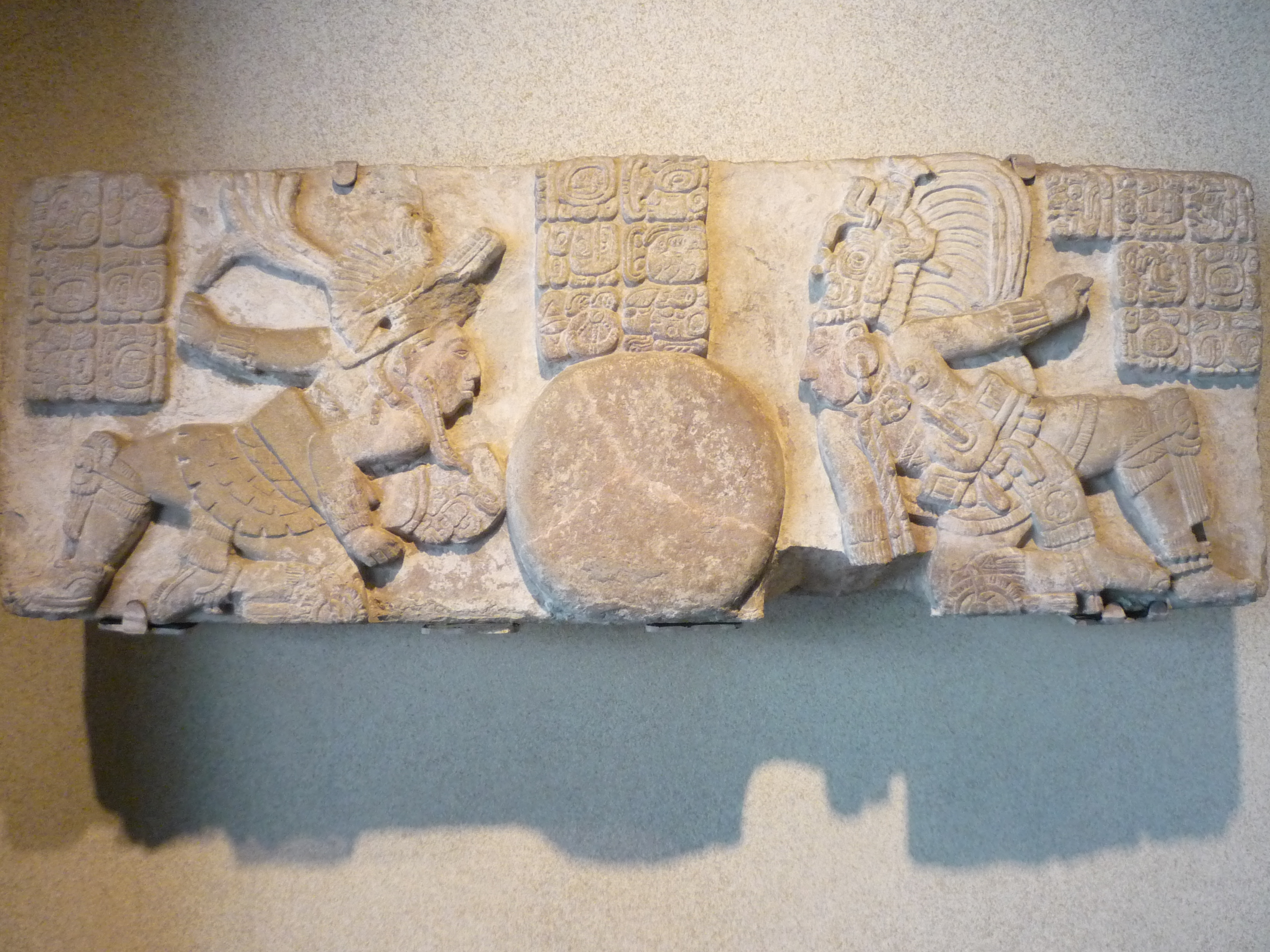
Alívio de Toniná
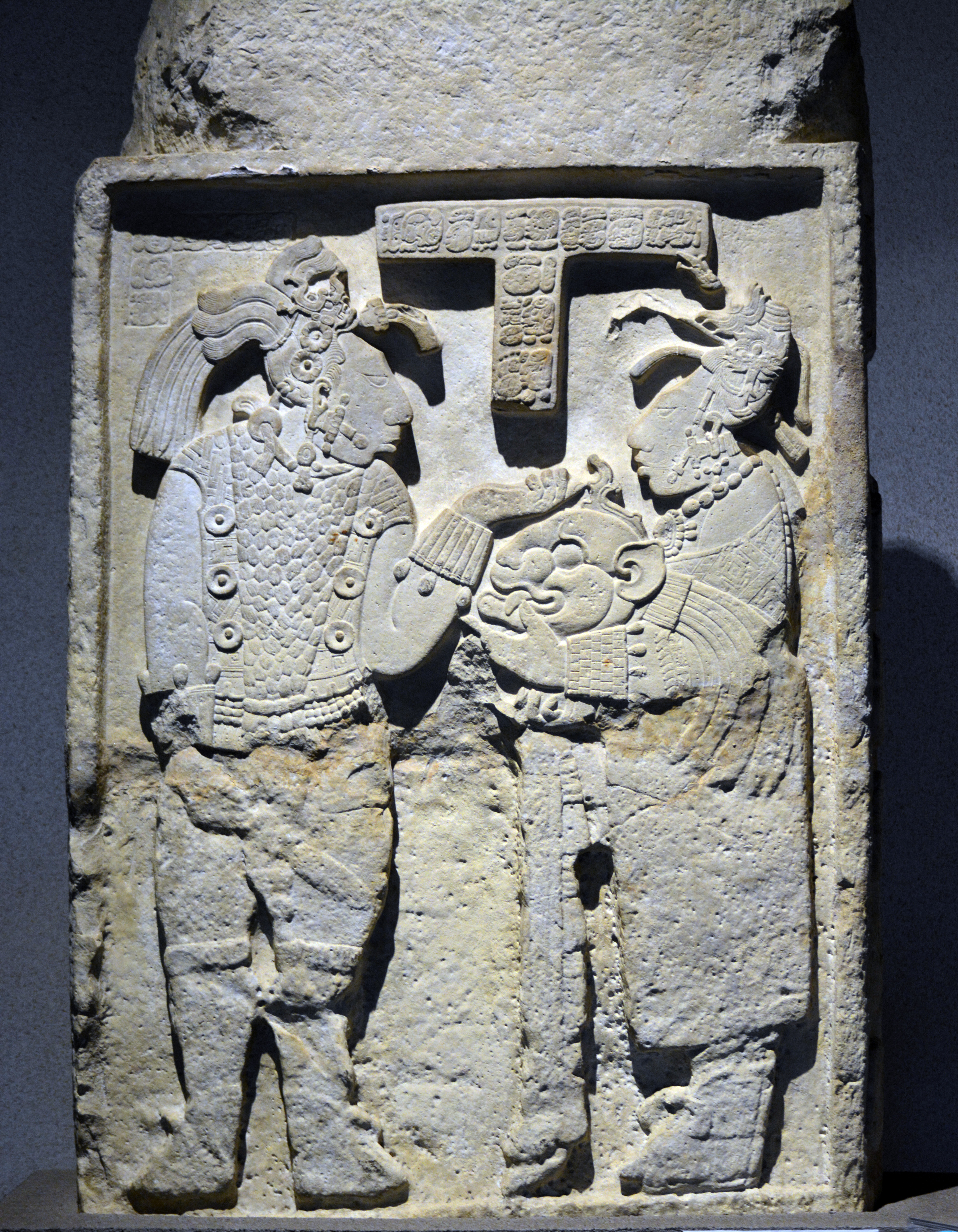
Lintel 26, Yaxchilán
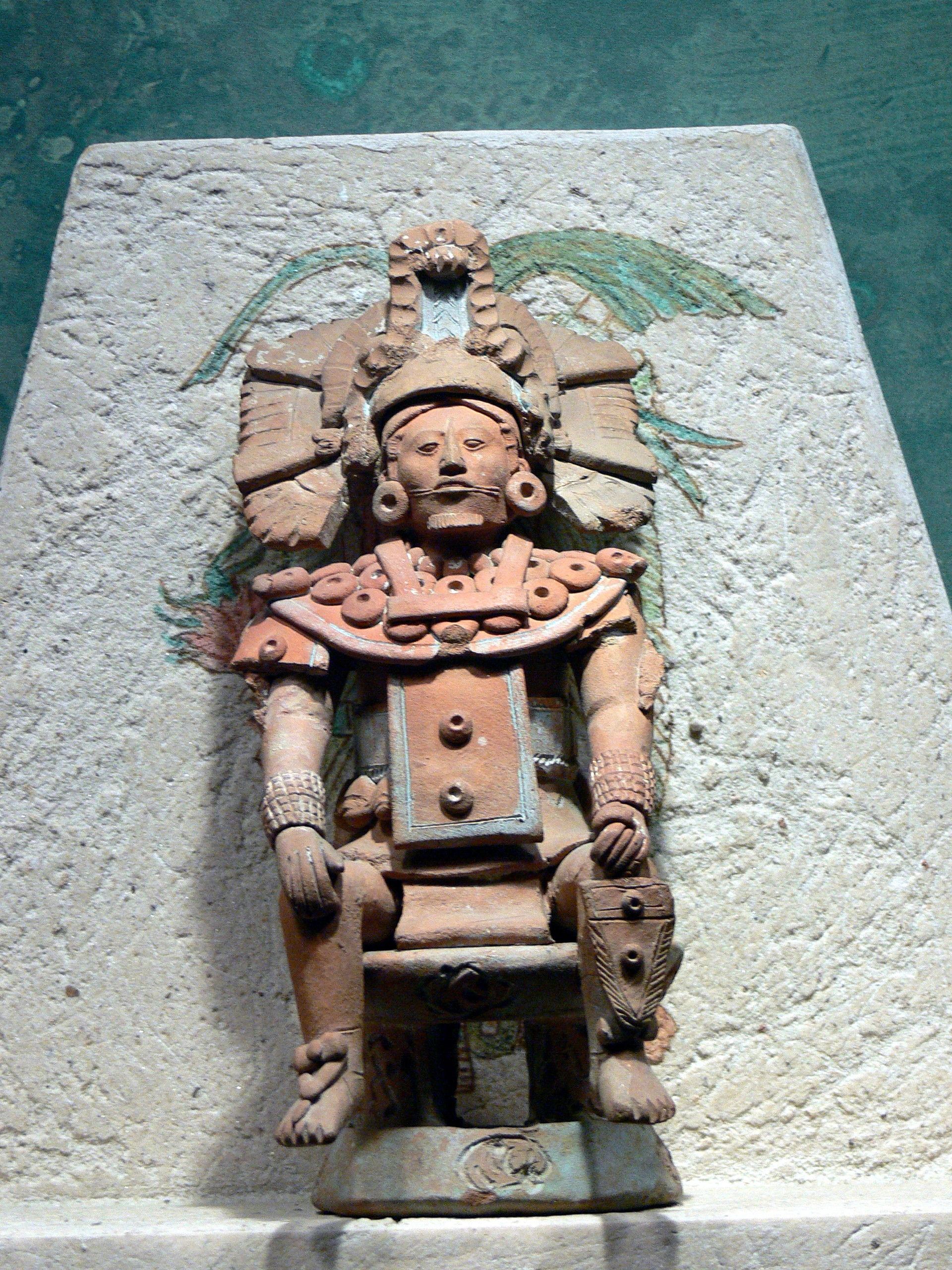
Cerâmica da Ilha de Jaina
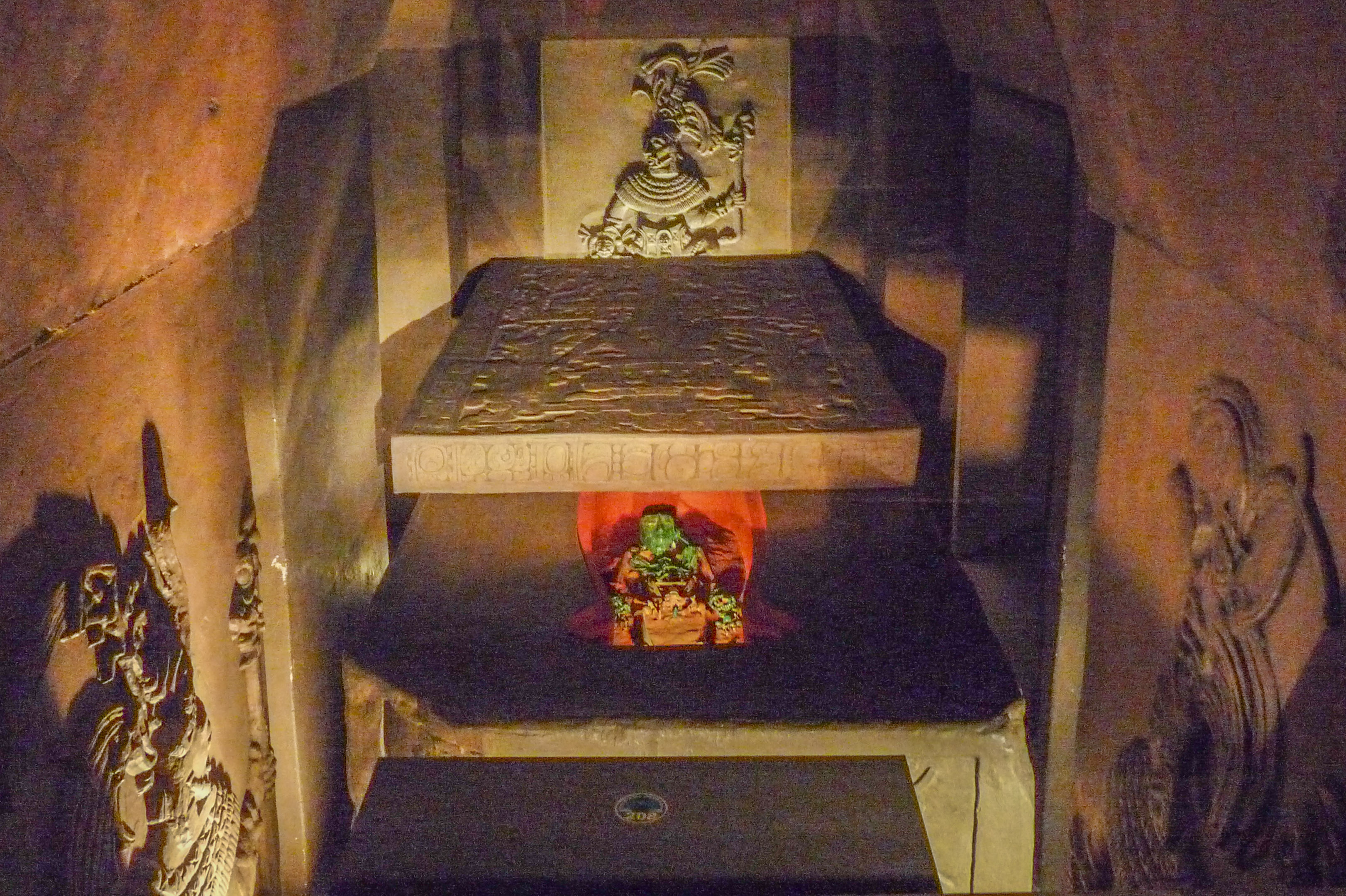
Reprodução do mausoléu do governante de Palenque, K'inich Janaab' Pakal
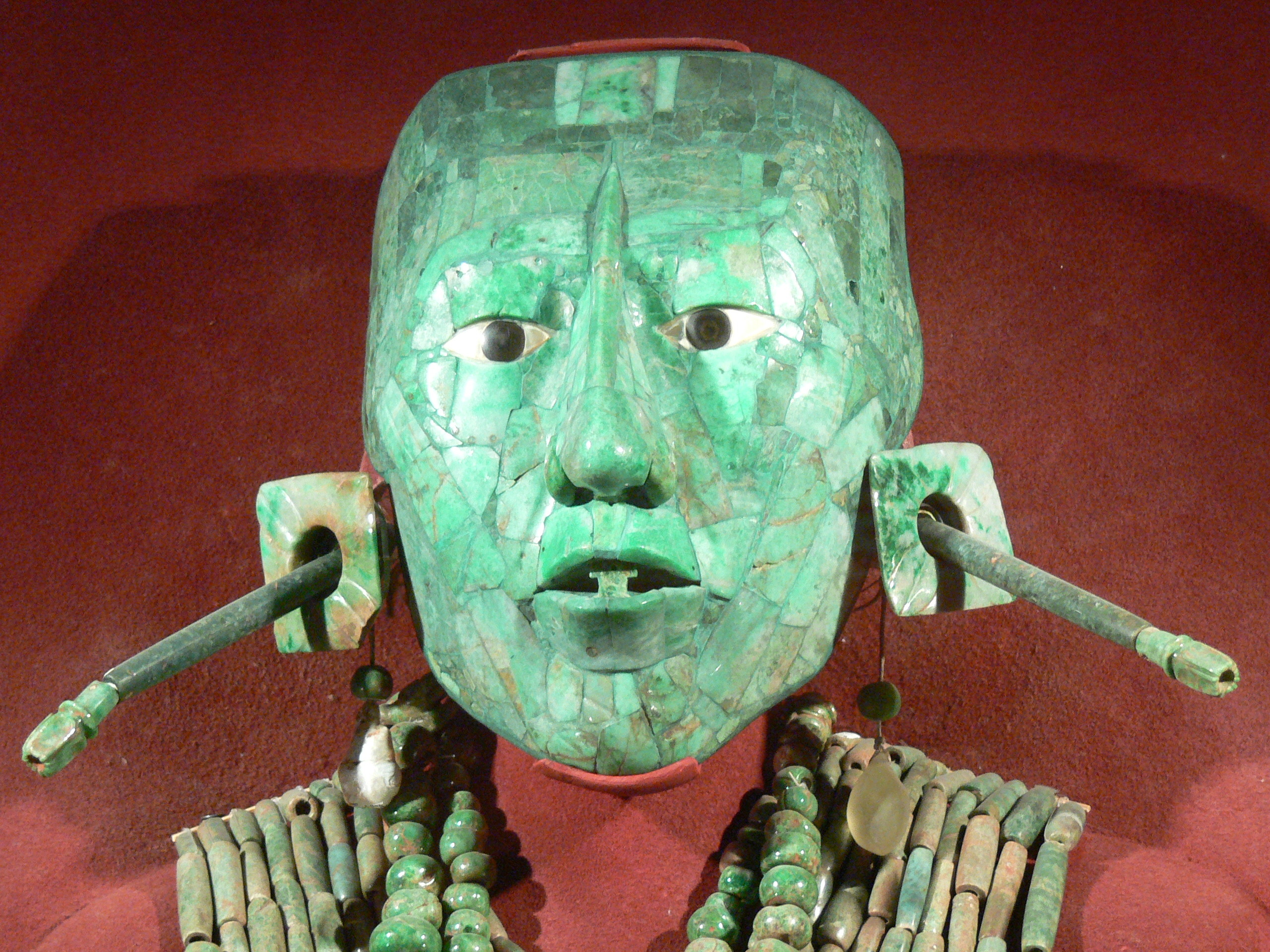
Máscara mortuária de K'inich Janaab' Pakal
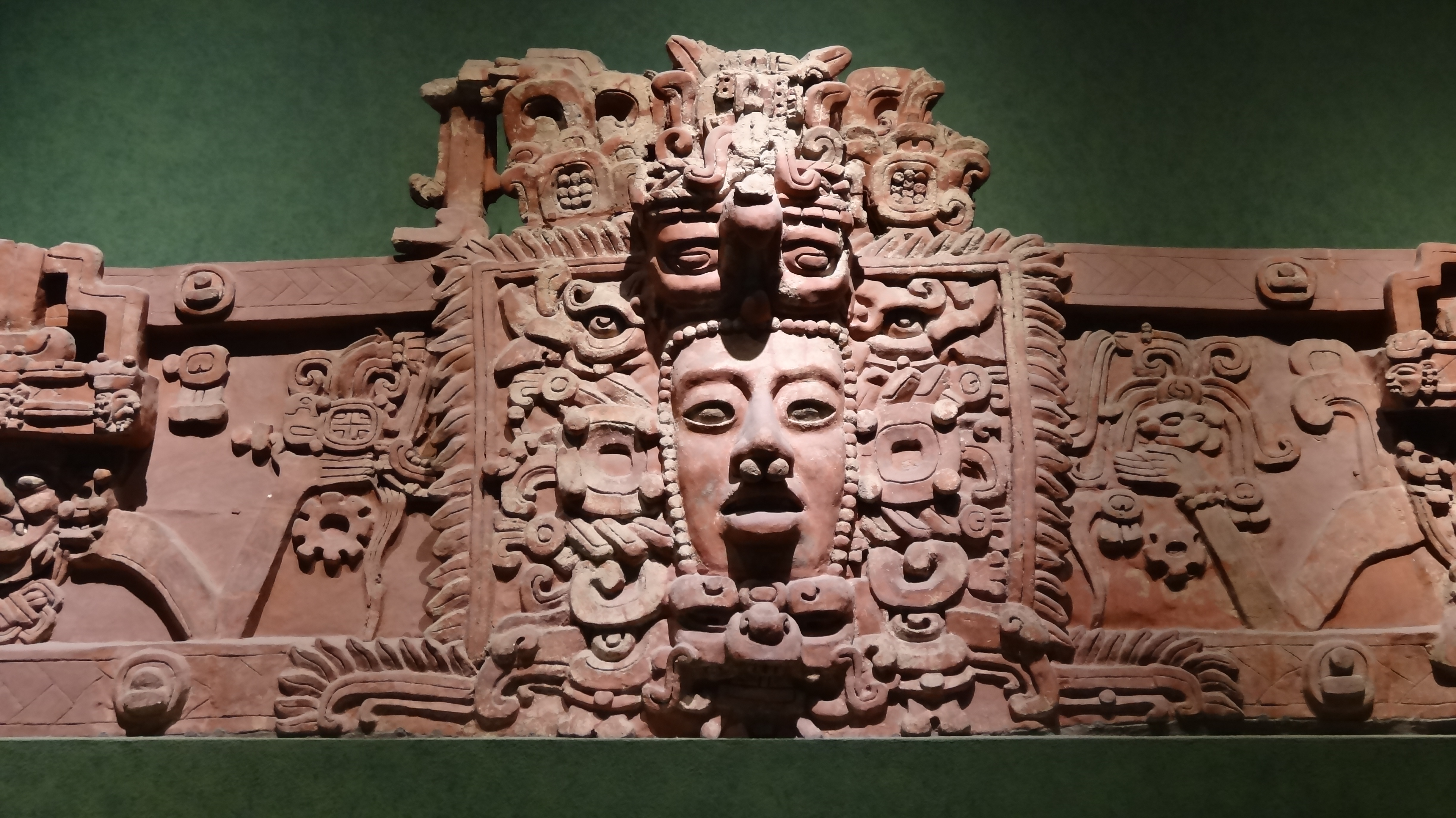
Friso de Placeres
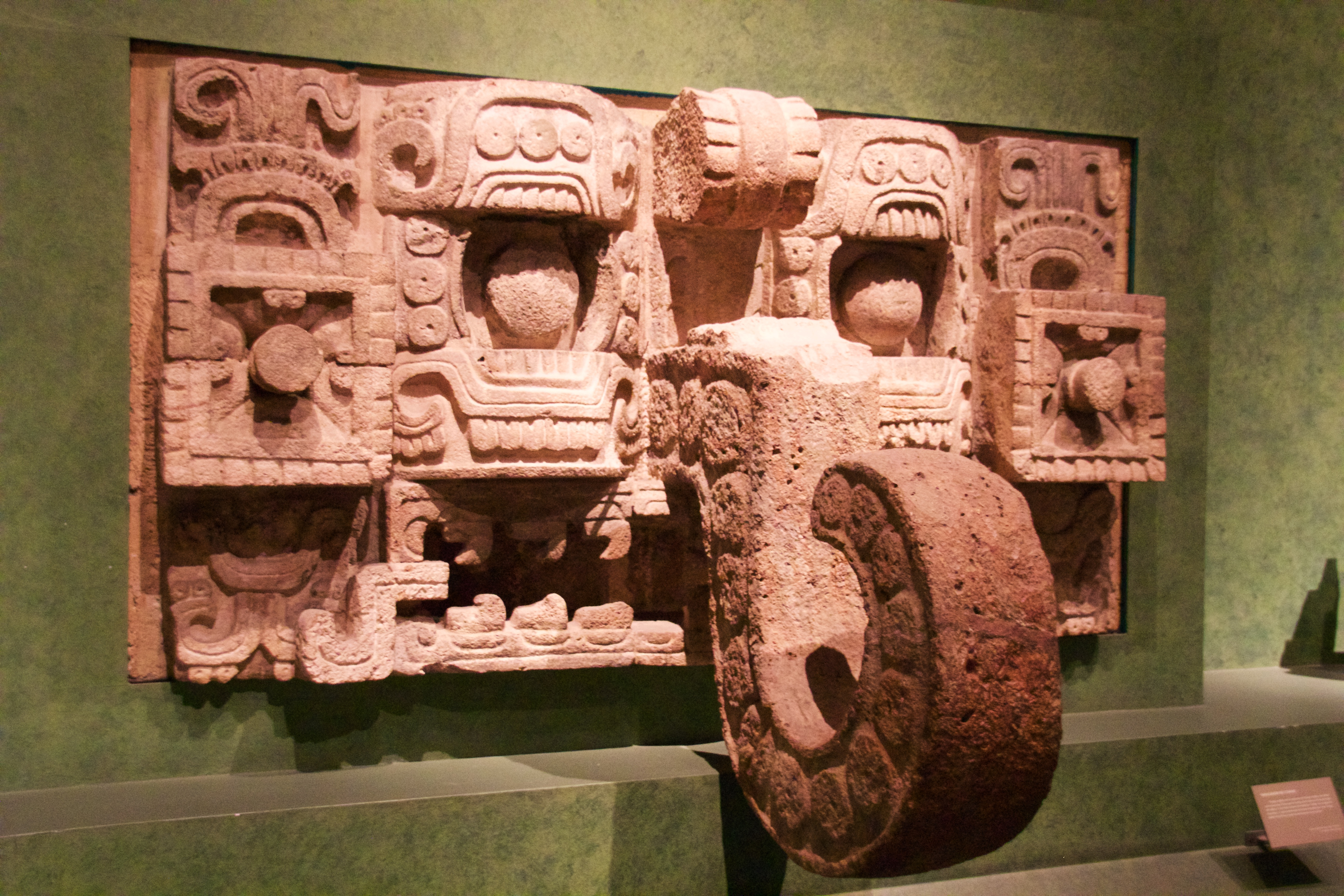
Máscara de Chaac
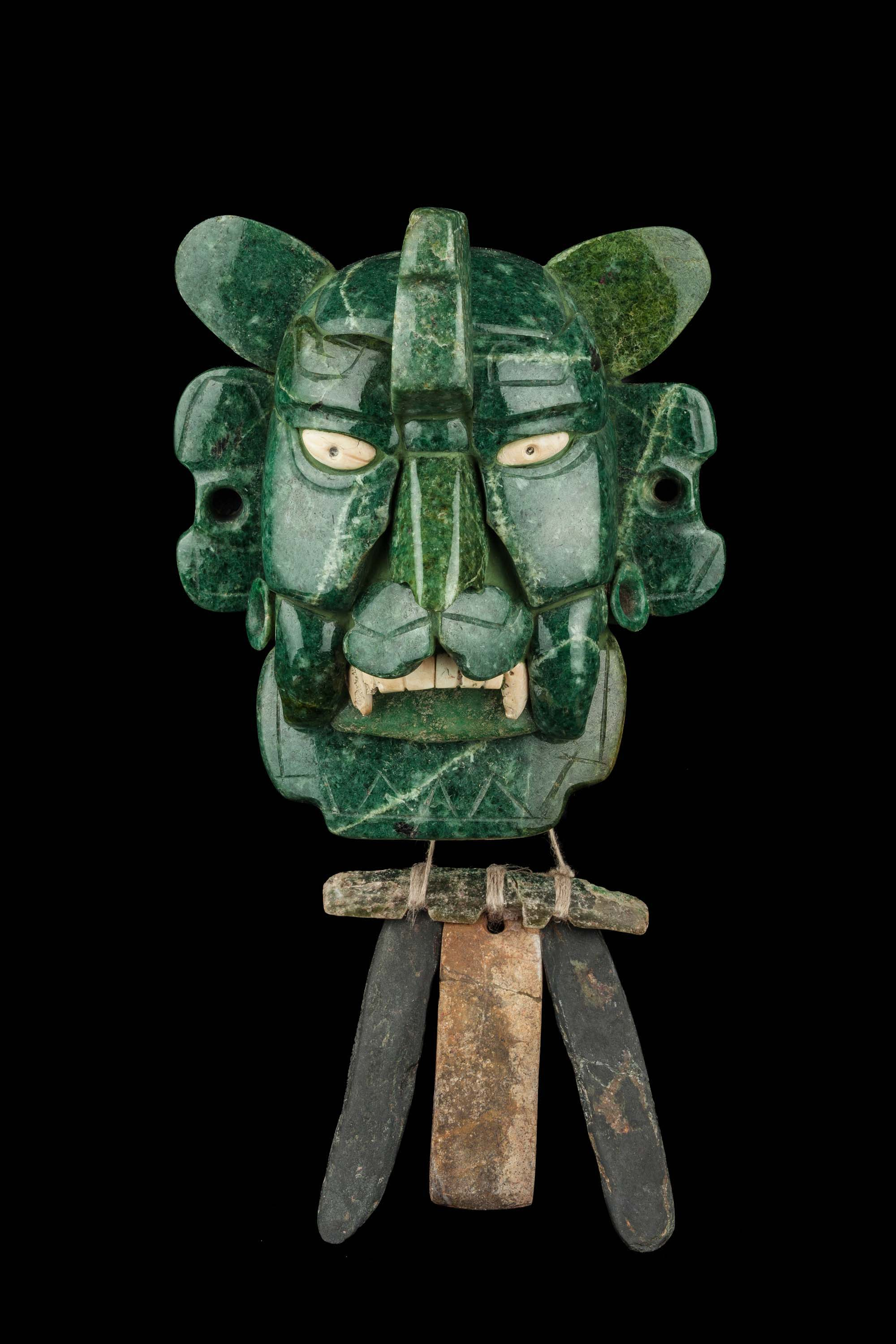
Máscara zapoteca do Deus Morcego
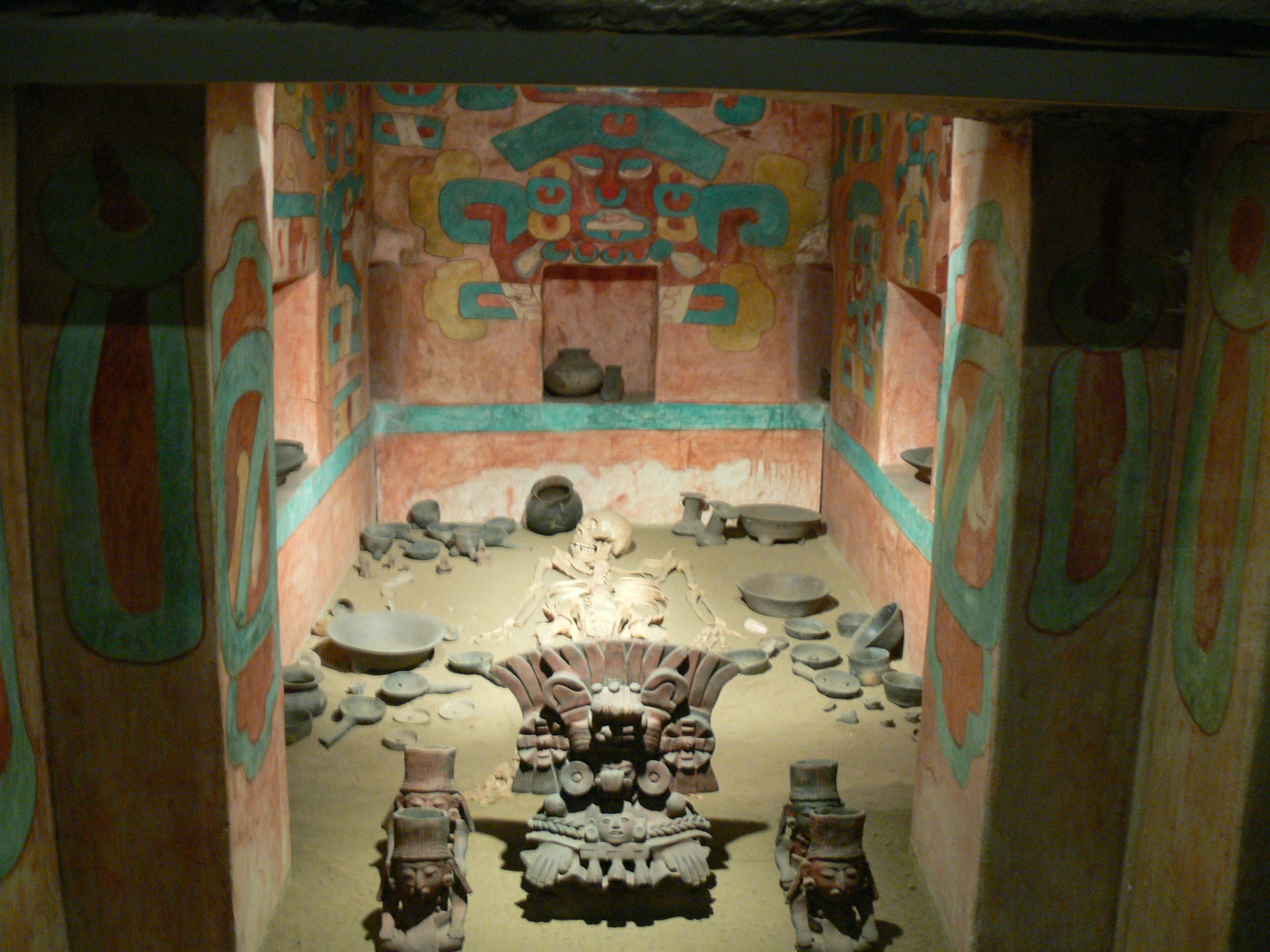
Reprodução do Túmulo 105 do Monte Albán
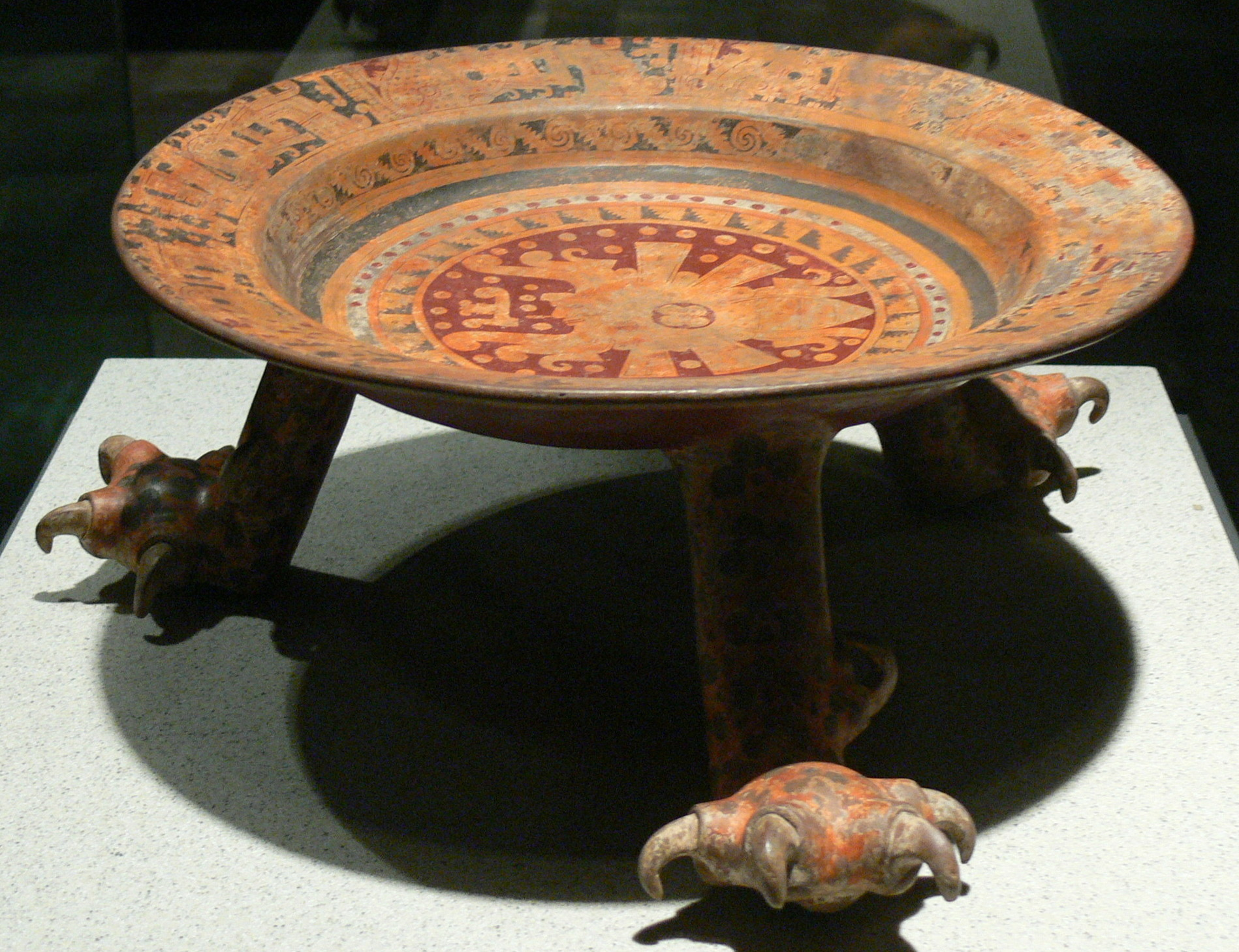
Cerâmica mixteca
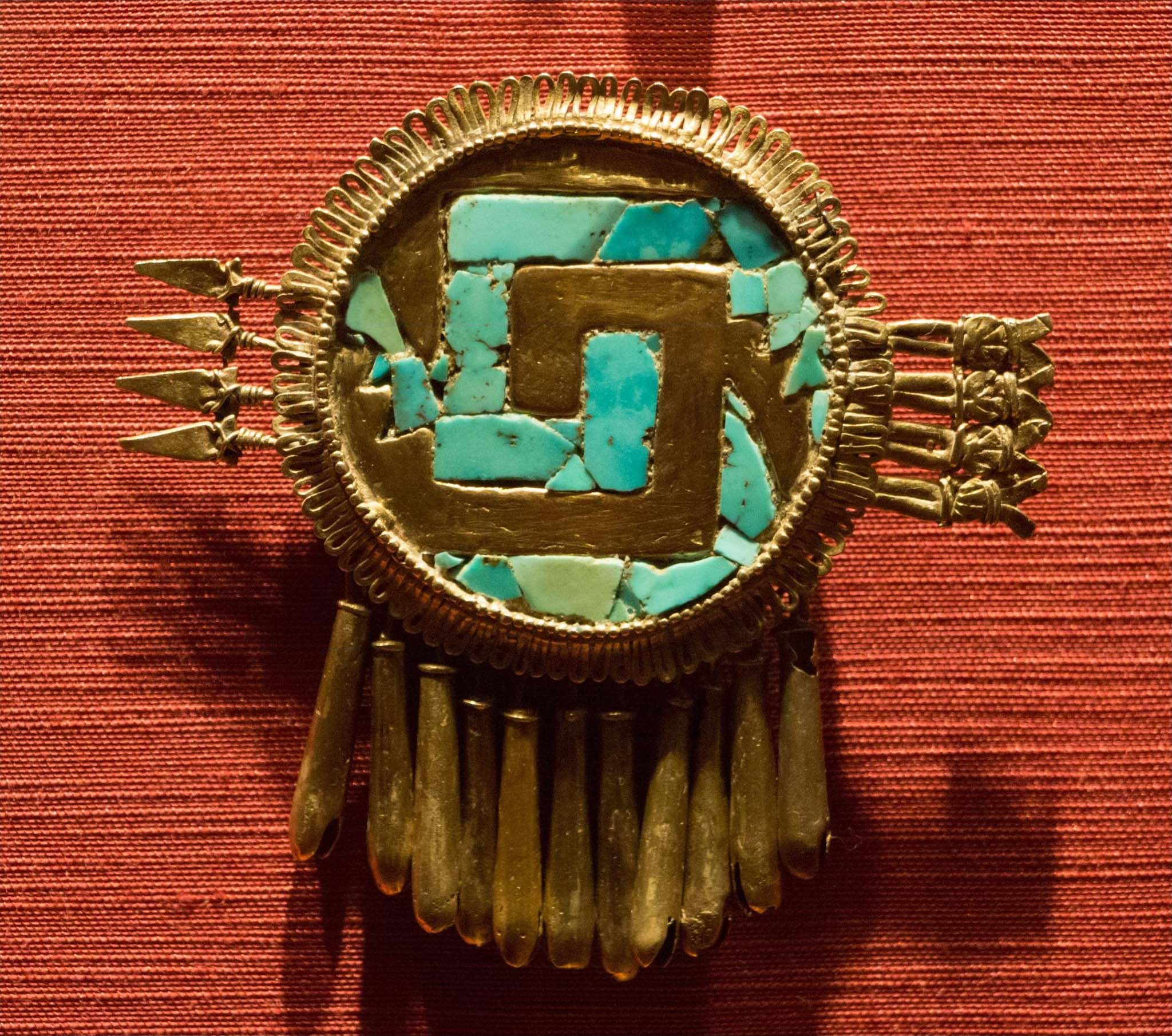
Peitoral mixteco de ouro e turquesa, Brasão de Yanhuitlán
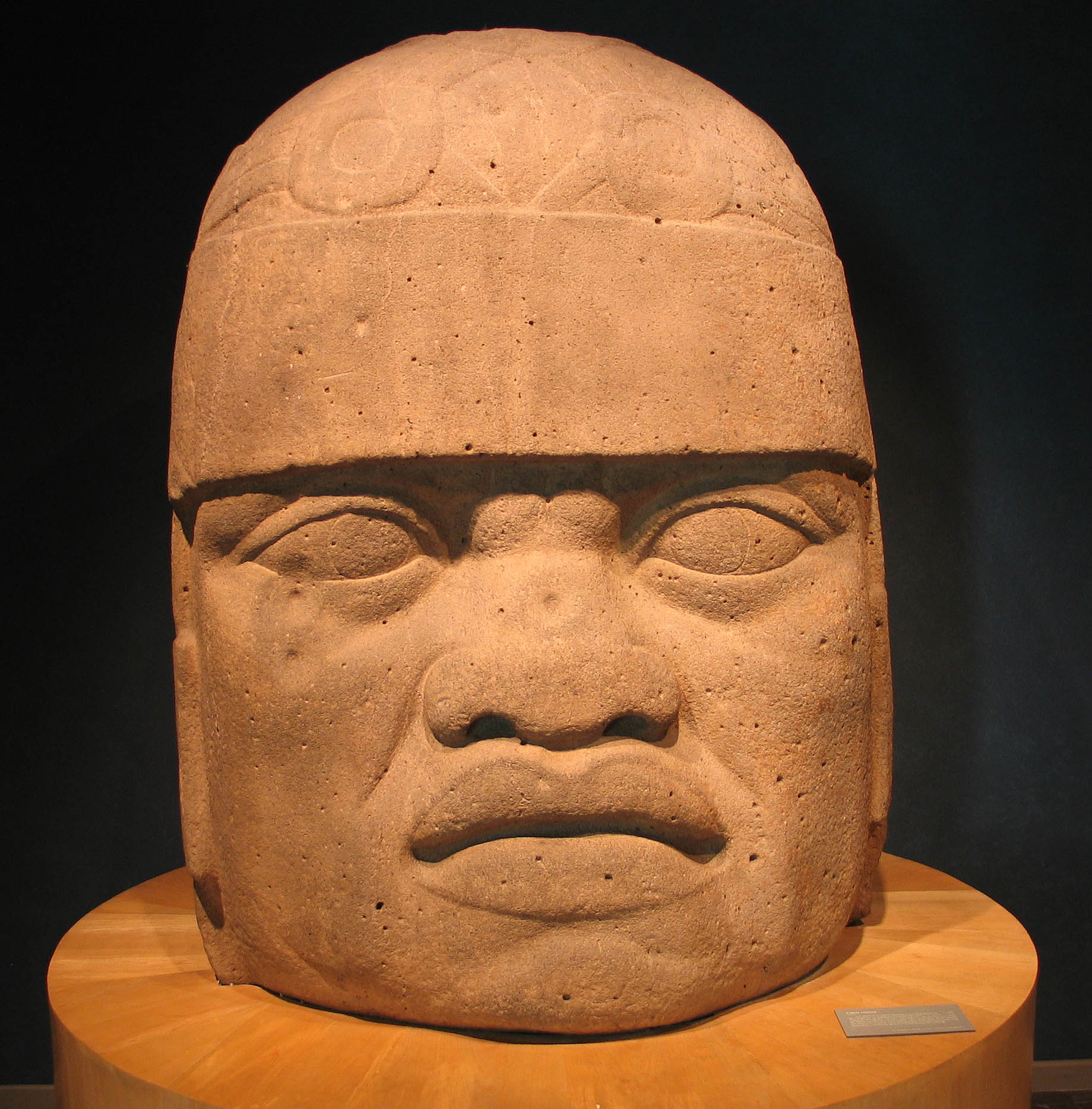
Cabeça colossal olmeca.
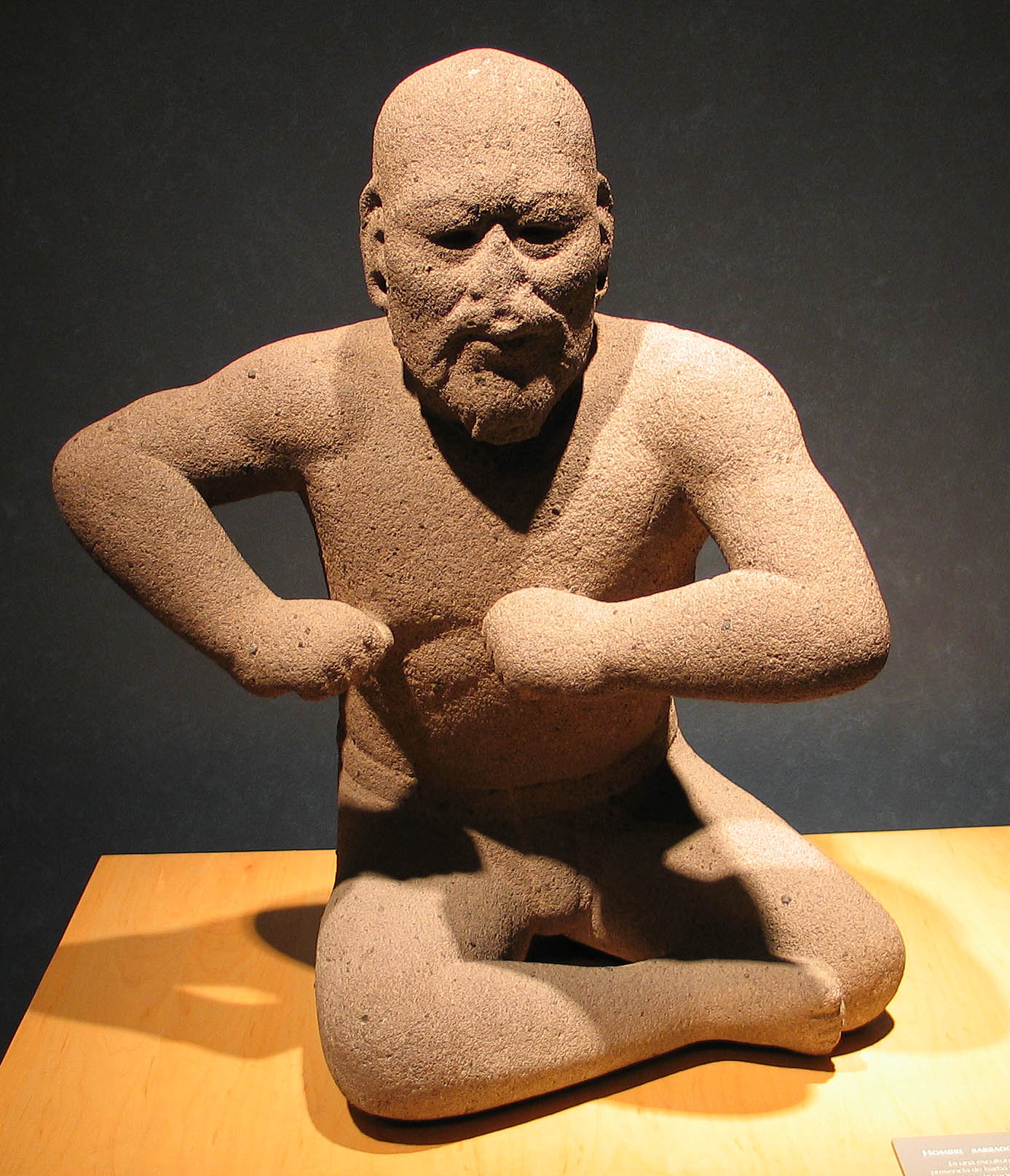
Lutador olmeca.
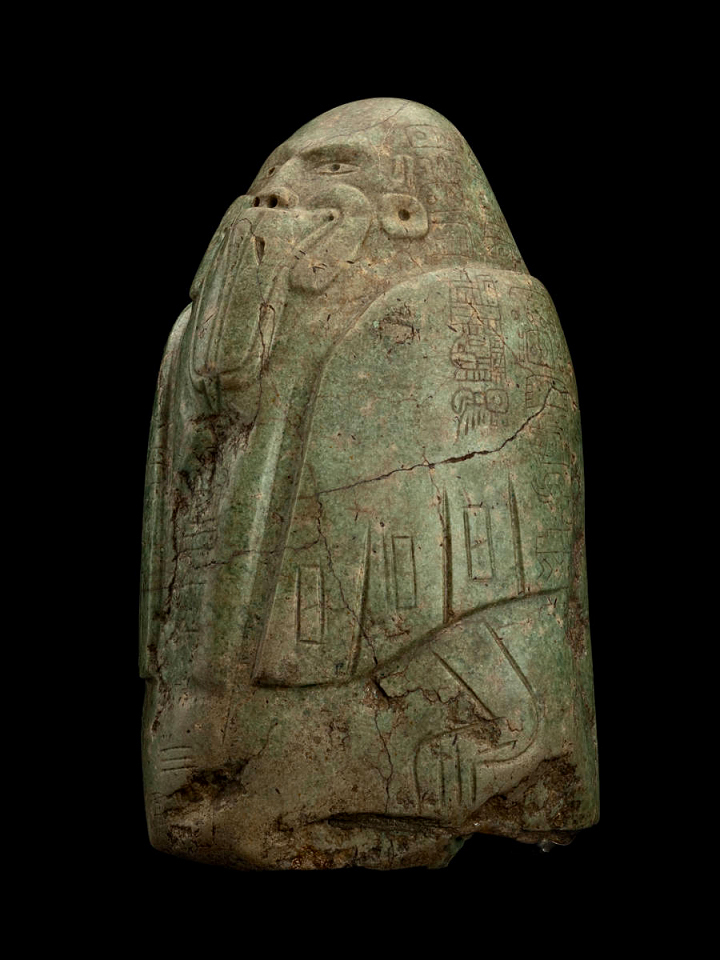
Estatueta de Tuxtla
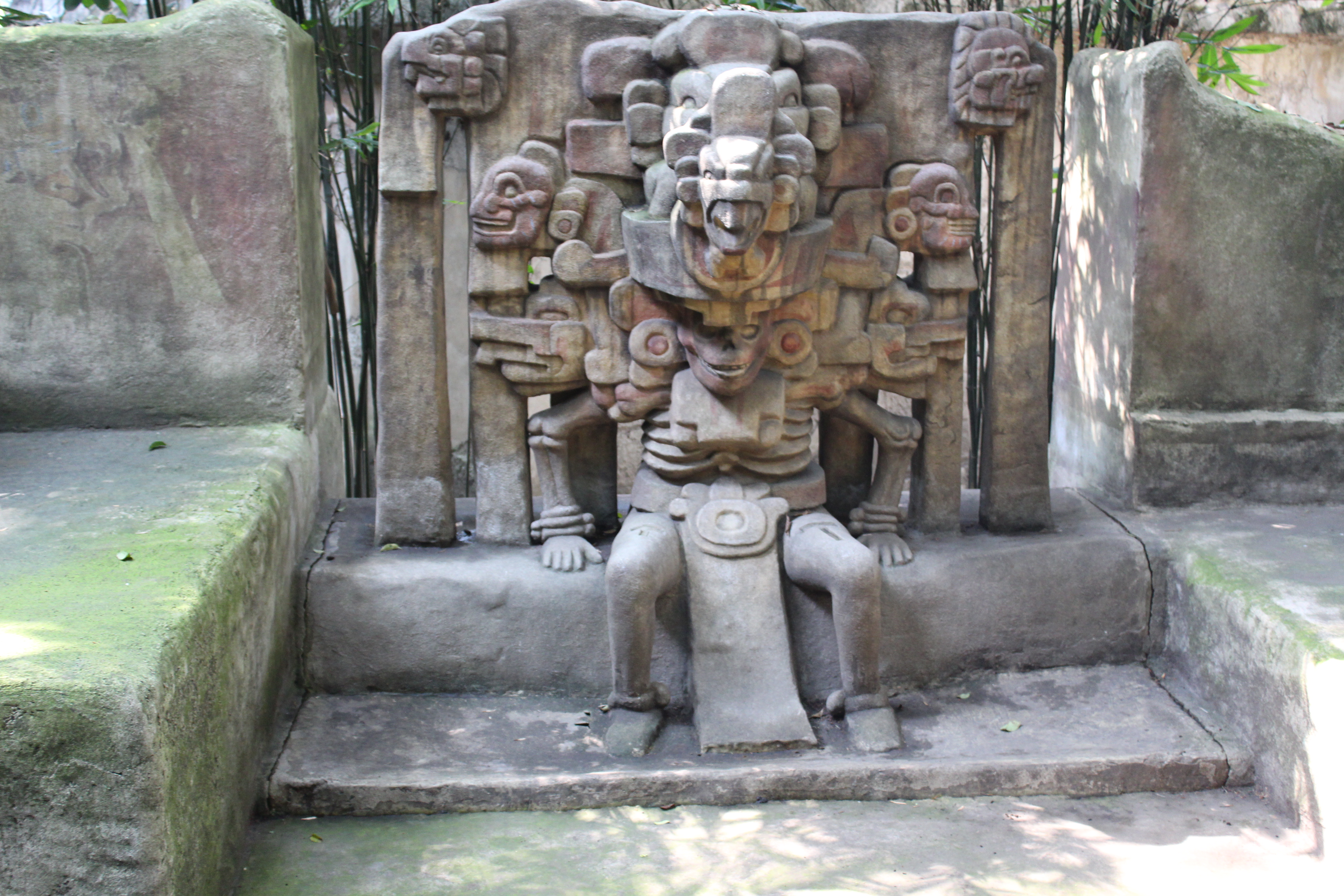
Reprodução da escultura Mictlantecuhtli em El Zapotal
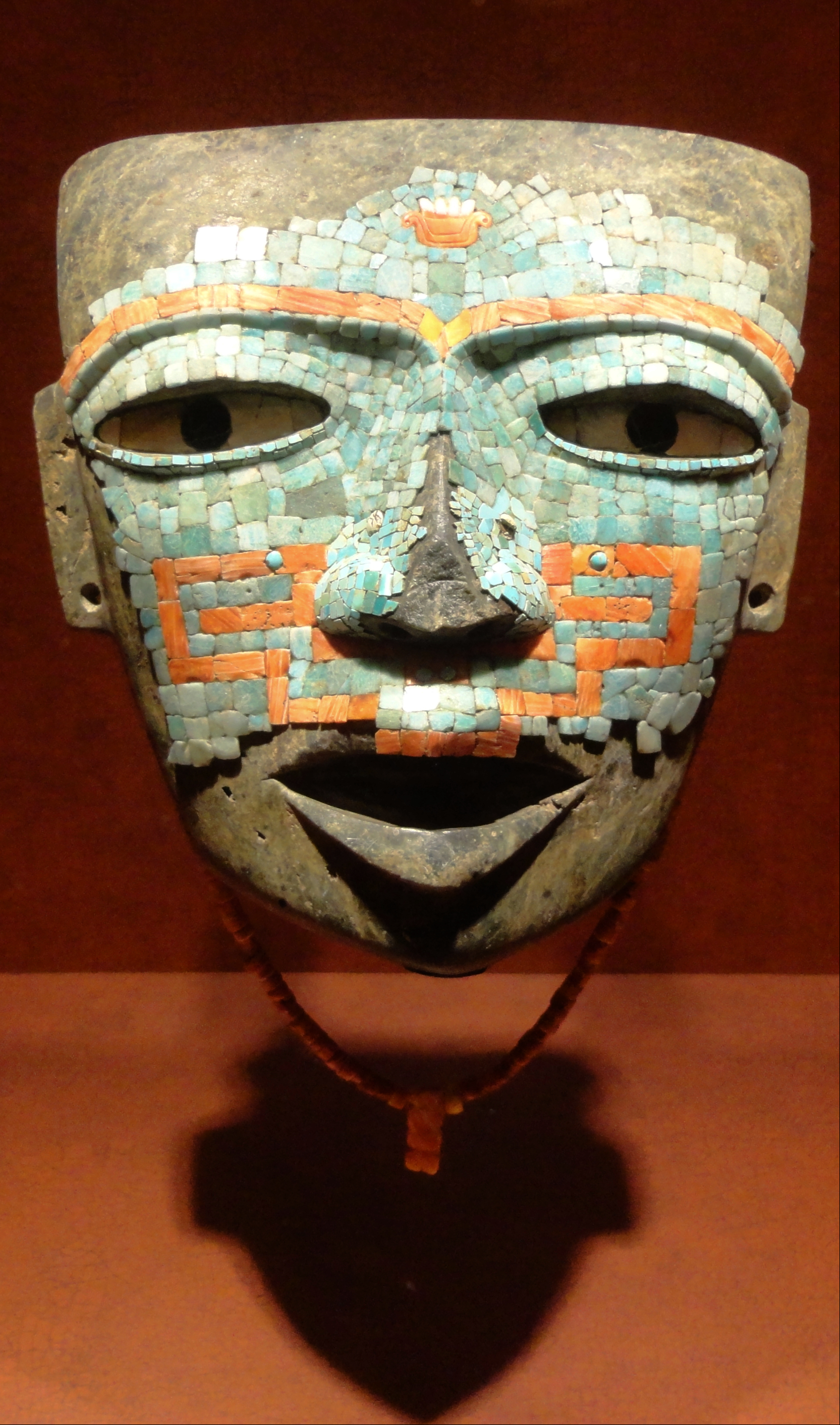
Máscara de Malinaltepec

- Este artigo foi inicialmente traduzido, total ou parcialmente, do artigo da Wikipédia em inglês cujo título é «Museo Nacional de Antropología», especificamente desta versão.